# Impianti di produzione di energia più grandi del mondo

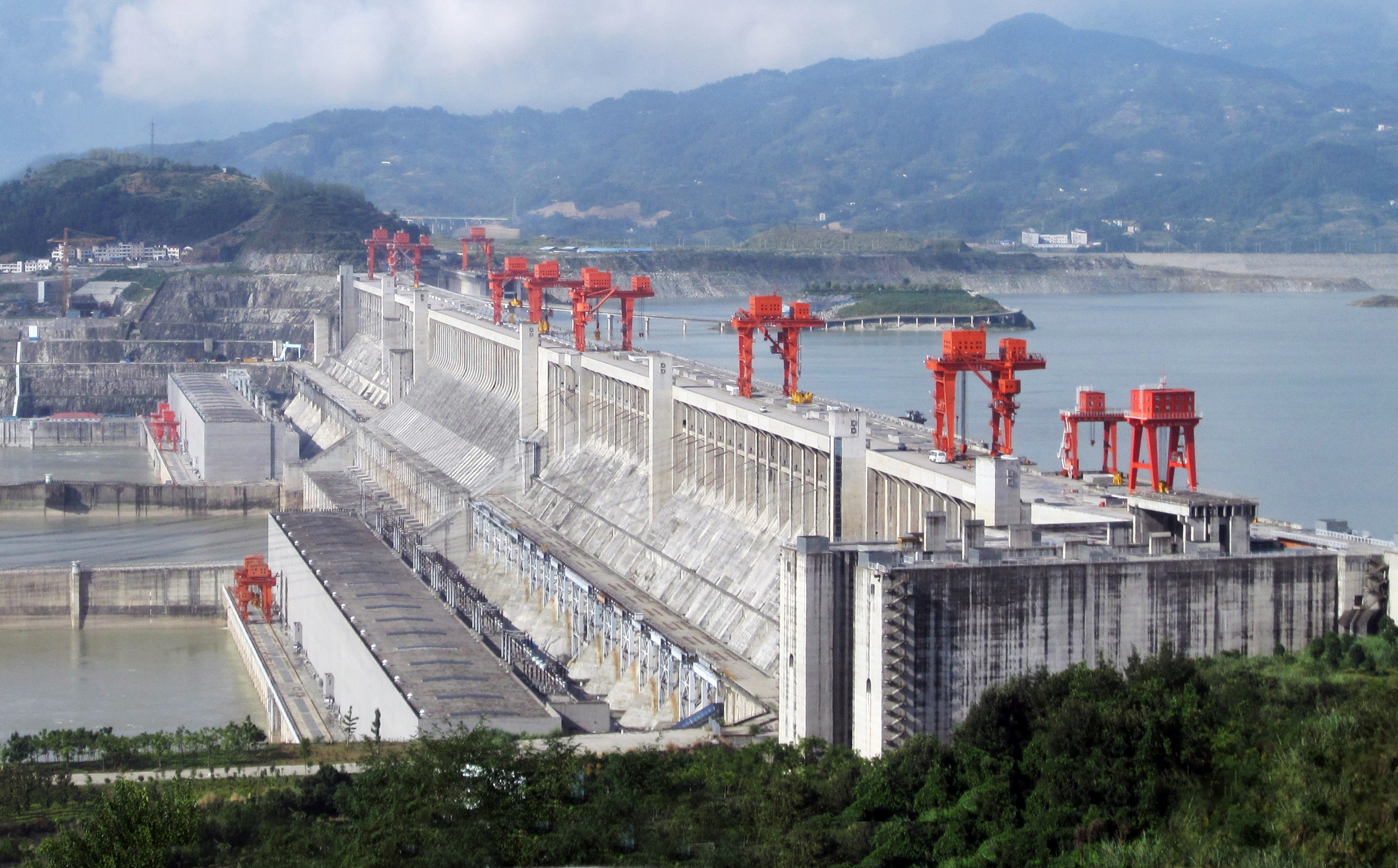
La diga delle Tre Gole, attualmente la centrale idroelettrica più potente del mondo, nonché, con i suoi 22.500 MW di potenza nominale, il più grande impianto per la produzione di energia elettrica mai realizzato.

Questa voce elenca i più grandi impianti di produzione di energia del mondo, i primi venti a livello assoluto e i primi cinque o dieci per ogni tipologia di impianto, in termini di potenza nominale attualmente erogata. Come impianti a fonti non rinnovabili sono intese le centrali a carbone, oli combustibili, combustibili nucleari, gas naturale, olio di scisto e torba, mentre come impianti a fonti rinnovabili sono intese le centrali che utilizzano fonti quali la biomassa, il calore naturale dei vapori geotermici, i corsi d'acqua, l'energia e la radiazione solare, le maree, le onde e il vento. Nel caso di centrali elettriche che utilizzano più tipologie di fonti, viene elencata la più significativa di queste ultime.
Ad oggi, il più grande impianto di produzione di energia del mondo è la diga delle Tre Gole, nella provincia di Hubei, in Cina. L'impianto, una centrale idroelettrica, genera potenza utilizzando 32 turbine Francis con 700 MW di potenza nominale ciascuna più due turbine da 50 MW, per una potenza nominale totale installata di 22.500 MW, più di due volte la potenza nominale totale installata della più grande centrale nucleare del mondo, l'impianto di Kashiwazaki-Kariwa, in Giappone, che arriva a 8.212 MW.
Ad oggi nessuna delle centrali in costruzione è paragonabile alla centrale delle Tre Gole, poiché le due più grandi attualmente in costruzione sono la diga di Baihetan, in Cina, dalla potenza nominale totale di 13.050 MW che è stata completata nel 2021 e la diga di Belo Monte, in Brasile, dalla potenza nominale totale di 11.000 MW il cui completamento è avvenuto nel 2019.
Sebbene sia ancora solo una proposta, se venisse costruita come da progetto la diga Grand Inga nella Repubblica Democratica del Congo, sorpasserebbe ogni impianto di produzione di energia esistente. Il progetto punta infatti a una potenza nominale installata di 39.000 MW, quasi due volte quella della diga delle Tre Gole. Un'altra proposta, il progetto per la centrale a energia mareomotrice della baia della Penžina, in Russia, arriverebbe a una potenza nominale totale di 87.100 MW.

## I 20 maggiori impianti di produzione di energia
(Lista esaustiva)
| Pos. | Nome dell'impianto                                   | Paese            | Coordinate geografiche | Potenza nominale installata (MW) | Energia elettrica fornita annualmente (TWh) | Tipo di centrale    | Note                         |
| ---- | ---------------------------------------------------- | ---------------- | ---------------------- | -------------------------------- | ------------------------------------------- | ------------------- | ---------------------------- |
| 1.   | Diga delle Tre Gole                                  | Cina             | 30°49′15″N 111°00′08″E | 22.500                           | 98,8 (2014)                                 | Idroelettrica       | [ 1 ]                        |
| 2.   | Diga di Itaipú                                       | Brasile Paraguay | 25°24′31″S 54°35′21″W  | 14.000                           | 103,09 (2016)                               | Idroelettrica       | [ 7 ] [ 8 ] [ 9 ] [ 10 ]     |
| 3.   | Diga di Xiluodu                                      | Cina             | 28°15′52″N 103°38′47″E | 13.860                           | 55,2 (2015)                                 | Idroelettrica       | [ 11 ] [ 12 ]                |
| 4.   | Diga di Guri                                         | Venezuela        | 7°45′59″N 62°59′57″W   | 10.235                           | 47 (media)                                  | Idroelettrica       | [ 13 ]                       |
| 5.   | Diga di Tucuruí                                      | Brasile          | 3°49′53″S 49°38′36″W   | 8.370                            | 21,4 (1999)                                 | Idroelettrica       | [ 7 ] [ 11 ]                 |
| 6.   | Centrale nucleare di Kashiwazaki-Kariwa              | Giappone         | 37°25′45″N 138°35′43″E | 7.965                            | 60.3 (1999)                                 | Nucleare            | Produzione sospesa nel 2011. |
| 7.   | Diga della Grand Coulee                              | Stati Uniti      | 47°57′23″N 118°58′56″W | 6.809                            | 21 (2008)                                   | Idroelettrica       | [ 18 ] [ 19 ]                |
| 8.   | Diga di Xiangjiaba                                   | Cina             | 28°38′57″N 104°22′14″E | 6.448                            | 30,7 (2015)                                 | Idroelettrica       | [ 20 ] [ 21 ]                |
| 9.   | Diga di Longtan                                      | Cina             | 25°01′38″N 107°02′51″E | 6.426                            | 18,7                                        | Idroelettrica       | [ 11 ] [ 22 ]                |
| 10.  | Diga di Sayano-Shushenskaya                          | Russia           | 54°49′33″N 91°22′13″E  | 6.400                            | 20,6 (2015)                                 | Idroelettrica       | [ 23 ] [ 24 ]                |
| 11.  | Centrale nucleare di Bruce                           | Canada           | 44°19′31″N 81°35′58″W  | 6.238                            | 45 (2013)                                   | Nucleare            | [ 25 ]                       |
| 12.  | Diga di Krasnojarsk                                  | Russia           | 55°56′05″N 92°17′40″E  | 6.000                            | 23,0 (2014)                                 | Idroelettrica       | [ 26 ]                       |
| 13.  | Centrale nucleare di Hanul                           | Corea del Sud    | 37°05′34″N 129°23′01″E | 5.881                            | 48,16                                       | Nucleare            | [ 27 ] [ 28 ]                |
| 14.  | Centrale nucleare di Hanbit                          | Corea del Sud    | 35°24′54″N 126°25′26″E | 5.875                            | 47,62                                       | Nucleare            | [ 27 ] [ 28 ]                |
| 15.  | Diga di Nuozhadu                                     | Cina             | 22°33′51″N 100°30′46″E | 5.850                            | 23,9 (stimata)                              | Idroelettrica       | [ 29 ]                       |
| 16.  | Centrale nucleare di Zaporižžja                      | Ucraina          | 47°30′44″N 34°35′09″E  | 5.700                            | 48,16 (media)                               | Nucleare            | [ 30 ]                       |
| 17.  | Centrale idroelettrica Robert-Bourassa               | Canada           | 53°47′43″N 77°26′26″W  | 5.616                            | 26,5                                        | Idroelettrica       |                              |
| 18.  | Centrale termoelettrica e di dissalazione di Shoaiba | Arabia Saudita   | 20°40′48″N 39°31′24″E  | 5.600                            |                                             | A olio combustibile | [ 31 ]                       |
| 19.  | Centrale termoelettrica di Surgut-2                  | Russia           | 61°16′46″N 73°30′45″E  | 5.597                            | 39,85 (2013)                                | A gas naturale      | [ 32 ]                       |
| 20.  | Centrale termoelettrica di Taichung                  | Taiwan           | 24°12′46″N 120°28′52″E | 5.500                            | 42 (media)                                  | A carbone           | [ 33 ] [ 34 ]                |

## Sequenza temporale degli impianti di generazione di energia più grandi del mondo
| Anno | Anno | Nome dell'impianto                         | Potenza nominale (MW) | Luogo                                                      | Note          |
| Dal  | Al   | Nome dell'impianto                         | Potenza nominale (MW) | Luogo                                                      | Note          |
| ---- | ---- | ------------------------------------------ | --------------------- | ---------------------------------------------------------- | ------------- |
| 1922 | 1924 | Centrali idroelettriche Sir Adam Beck      | 450                   | Cascate del Niagara, Ontario, Canada                       | [ 35 ]        |
| 1924 | 1939 | Diga di Wilson                             | 663                   | U.S.A                                                      | [ 36 ]        |
| 1939 | 1949 | Diga di Hoover                             | 705                   | Contea di Clark, Nevada / Contea di Mohave, Arizona, U.S.A | [ 37 ] [ 38 ] |
| 1949 | 1960 | Diga della Grand Coulee                    | 2.280                 | U.S.A                                                      |               |
| 1960 | 1966 | Diga del Volga                             | 2.300-2.563           | Volgograd, Russia                                          | [ 39 ]        |
| 1966 | 1971 | Diga di Bratsk                             | 4.515                 | Bratsk, Russia                                             | [ 40 ]        |
| 1971 | 1979 | Centrale termoelettrica di Churchill Falls | 5.428                 | Canada                                                     |               |
| 1979 | 1986 | Diga della Grand Coulee                    | 5.585-6.809           | U.S.A                                                      | [ 18 ]        |
| 1986 | 1989 | Diga di Guri                               | 10.235                | Necuima Canyon, Venezuela                                  |               |
| 1989 | 2007 | Diga di Itaipú                             | 10.500-14.000         | Cascate dell'Iguazú, Paraná, Brasile / Paraguay            |               |
| 2007 | Oggi | Diga delle Tre Gole                        | 14.100-22.500         | Tre Gole, Yichang, Hubei, Cina                             |               |

## Impianti di produzione di energia a fonti non rinnovabili

### Centrali a carbone

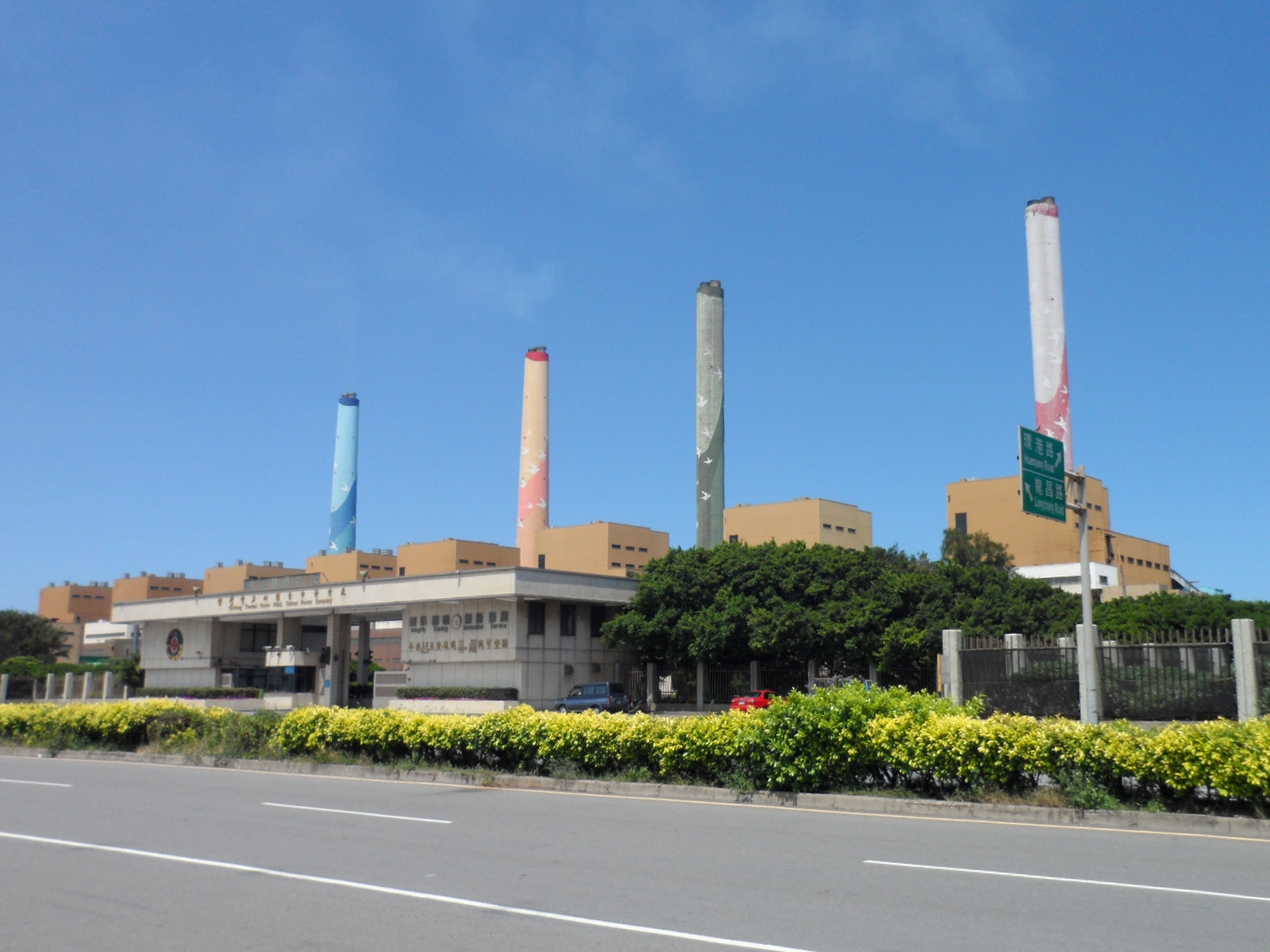
La centrale termoelettrica di Taichung, con i suoi 5.500 MW di potenza nominale è il più grande impianto di generazione di energia a carbone del mondo.

| Pos.    | Impianto                                  | Nazione   | Coordinate             | Potenza nominale (MW) | Note          |
| ------- | ----------------------------------------- | --------- | ---------------------- | --------------------- | ------------- |
| 1.      | Centrale termoelettrica di Taichung       | Taiwan    | 24°12′46″N 120°28′52″E | 5.500                 | [ 33 ] [ 34 ] |
| 2.      | Centrale termoelettrica di Bełchatów      | Polonia   | 51°15′59″N 19°19′50″E  | 5.420                 | [ 41 ]        |
| 3.      | Centrale termoelettrica di Tuoketuo       | Cina      | 40°11′49″N 111°21′52″E | 5.400                 | [ 42 ]        |
| 4. - 7. | Centrale termoelettrica di Guodian Beilun | Cina      | 29°56′37″N 121°48′57″E | 5.000                 | [ 43 ]        |
| 4. - 7. | Centrale termoelettrica di Waigaoqiao     | Cina      | 31°21′21″N 121°35′54″E | 5.000                 | [ 44 ]        |
| 4. - 7. | Centrale termoelettrica di Guohoa Taishan | Cina      | 21°52′00″N 112°55′22″E | 5.000                 | [ 45 ]        |
| 4. - 7. | Centrale termoelettrica di Jiaxing        | Cina      | 30°37′46″N 121°08′49″E | 5.000                 | [ 46 ]        |
| 8.      | Centrale termoelettrica di Paiton         | Indonesia | 7°42′43″S 113°34′48″E  | 4.870                 | [ 47 ] [ 48 ] |
| 9.      | Centrale termoelettrica di Yingkou        | Cina      | 40°18′17″N 122°06′17″E | 4.840                 |               |
| 10.     | Centrale termoelettrica di Vindhyachal    | India     | 24°05′50″N 82°40′25″E  | 4.760                 |               |

### Centrali a olio combustibile
| Pos. | Impianto                                             | Nazione        | Coordinate             | Potenza nominale (MW) | Note   |
| ---- | ---------------------------------------------------- | -------------- | ---------------------- | --------------------- | ------ |
| 1.   | Centrale termoelettrica e di dissalazione di Shoaiba | Arabia Saudita | 20°40′48″N 139°31′24″E | 5.600                 | [ 31 ] |
| 2.   | Centrale termoelettrica di Kashima                   | Giappone       | 35°52′47″N 140°41′22″E | 4.400                 | [ 49 ] |
| 3.   | Centrale termoelettrica di Hirono                    | Giappone       | 37°14′18″N 141°01′04″E | 3.800                 | [ 50 ] |

### Centrali a gas naturale

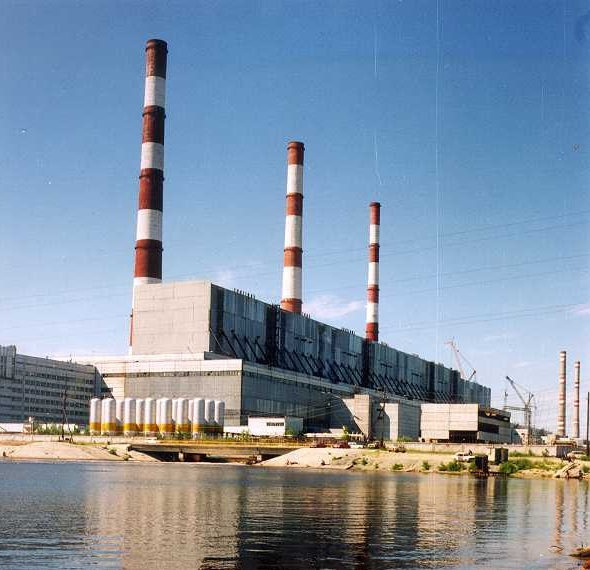
La centrale termoelettrica di Surgut-2, la più grande centrale a gas naturale del mondo.

| Pos. | Impianto                                               | Nazione             | Coordinate             | Potenza nominale (MW) | Note          |
| ---- | ------------------------------------------------------ | ------------------- | ---------------------- | --------------------- | ------------- |
| 1.   | Centrale termoelettrica di Surgut-2                    | Russia              | 61°16′46″N 73°30′45″E  | 5.597                 | [ 32 ] [ 51 ] |
| 2.   | Centrale termoelettrica e di dissalazione di Jebel Ali | Emirati Arabi Uniti | 25°03′35″N 55°07′02″E  | 5.163                 | [ 52 ]        |
| 3.   | Centrale termoelettrica di Futtsu                      | Giappone            | 35°20′35″N 139°50′02″E | 5.040                 | [ 50 ]        |
| 4.   | Centrale termoelettrica di Kawagoe                     | Giappone            | 35°00′25″N 136°41′20″E | 4.802                 | [ 51 ]        |
| 5.   | Centrale termoelettrica di Higashi-Niigata             | Giappone            |                        | 4.600                 | [ 53 ]        |
| 6.   | Centrale termoelettrica di Tatan                       | Taiwan              | 25°01′34″N 121°02′50″E | 4.384                 | [ 54 ]        |
| 7.   | Centrale termoelettrica di Himeji                      | Giappone            |                        | 3.992                 | [ 55 ]        |
| 8.   | Centrale termoelettrica di Chita                       | Giappone            | 34°59′12″N 136°50′37″E | 3.966                 | [ 56 ]        |
| 9.   | Centrale termoelettrica di Chiba                       | Giappone            | 35°33′57″N 140°06′20″E | 3.882                 | [ 50 ]        |
| 10.  | Centrale termoelettrica di Anegasaki                   | Giappone            | 35°29′06″N 140°01′00″E | 3.606                 | [ 50 ]        |

### Centrali nucleari

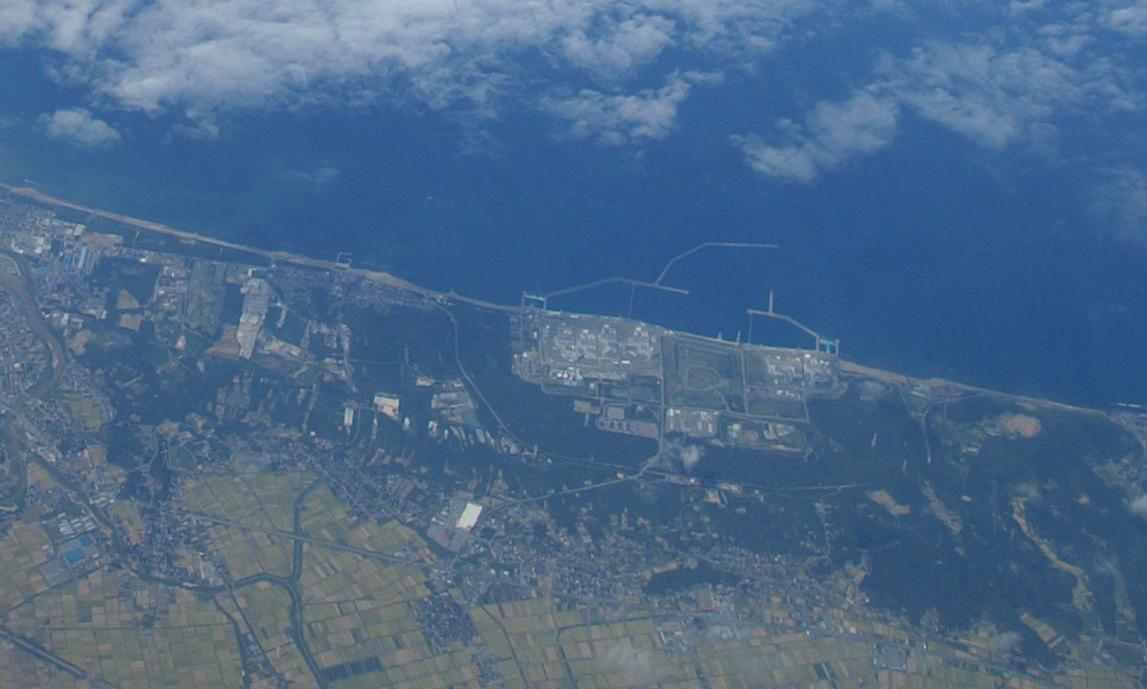
La centrale nucleare di Kashiwazaki-Kariwa, la più grande centrale Nucleare del mondo.

| Pos. | Impianto                                | Nazione       | Coordinate             | Potenza nominale (MW)            | Note                 |
| ---- | --------------------------------------- | ------------- | ---------------------- | -------------------------------- | -------------------- |
| 1.   | Centrale nucleare di Kashiwazaki-Kariwa | Giappone      | 37°25′45″N 138°35′43″E | 7.965 (attualmente non operante) | [ 15 ] [ 16 ] [ 17 ] |
| 2.   | Centrale nucleare di Bruce              | Canada        | 44°19′31″N 81°35′58″W  | 6.232                            | [ 57 ] [ 58 ]        |
| 3.   | Centrale nucleare di Zaporižžja         | Ucraina       | 47°30′44″N 34°35′09″E  | 6.000                            | [ 30 ] [ 59 ]        |
| 4.   | Centrale nucleare di Hanul              | Corea del Sud | 37°05′34″N 129°23′01″E | 5.881                            | [ 28 ]               |
| 5.   | Centrale nucleare di Hanbit             | Corea del Sud | 35°24′54″N 126°25′26″E | 5.875                            | [ 28 ]               |
| 6.   | Centrale nucleare di Gravelines         | Francia       | 51°00′55″N 2°08′10″E   | 5.706                            | [ 60 ]               |
| 7.   | Centrale nucleare di Paluel             | Francia       | 49°51′29″N 0°38′08″E   | 5.528                            | [ 60 ]               |
| 8.   | Centrale nucleare di Cattenom           | Francia       | 49°24′57″N 6°13′05″E   | 5.448                            | [ 60 ]               |
| 9.   | Centrale nucleare di Ōi                 | Giappone      | 35°32′26″N 135°39′07″E | 4.710 (Attualmente non operante) | [ 17 ]               |
| 10.  | Centrale nucleare di Palo Verde         | Stati Uniti   | 33°23′21″N 112°51′54″W | 4.400                            | [ 17 ]               |

### Centrali a olio di scisto

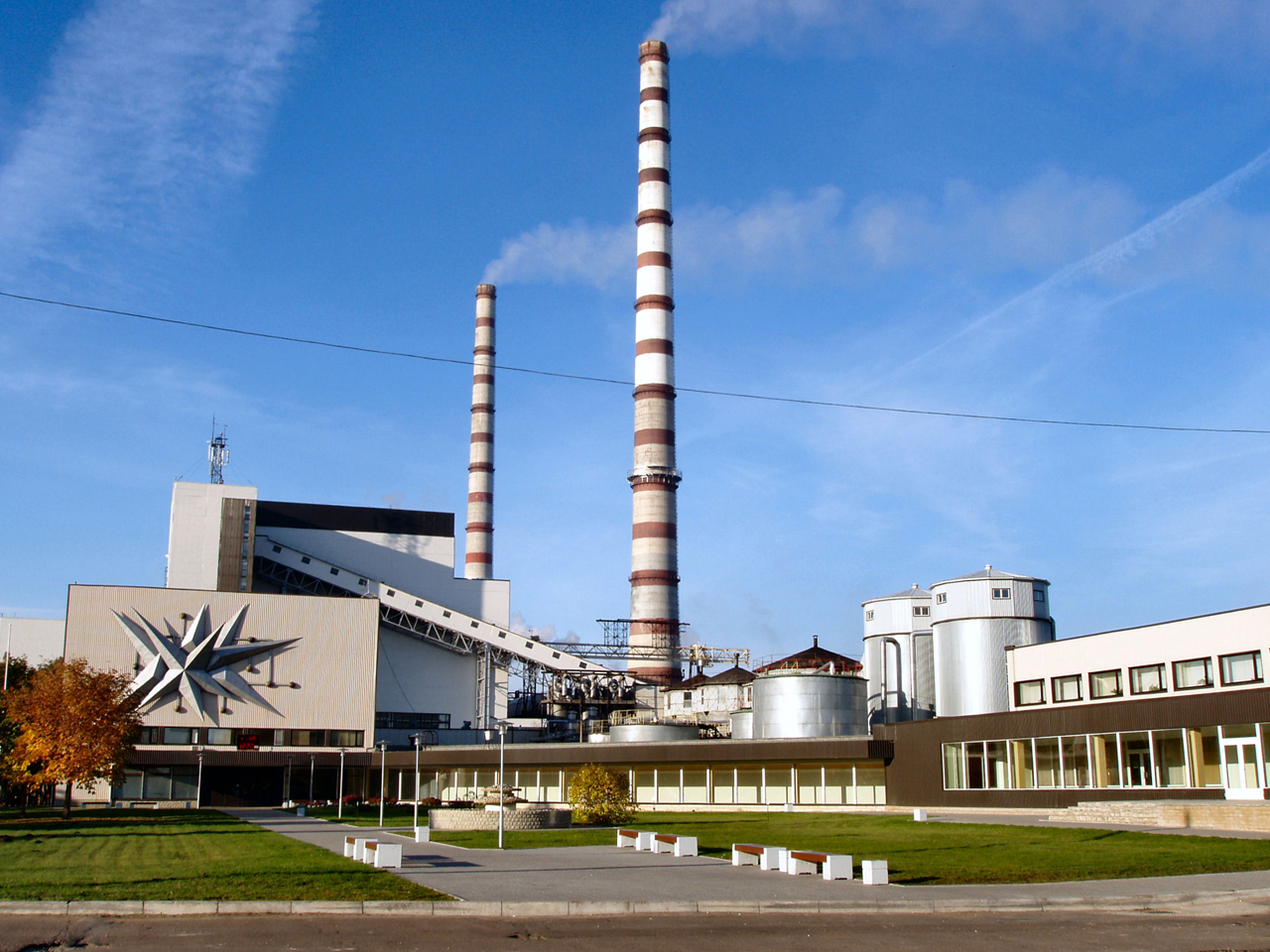
Centrale termoelettrica di Narva - Eesti, il più grande impianto di produzione di energia a olio di scisto del mondo.

| Pos. | Impianto                                          | Nazione  | Coordinate            | Potenza nominale (MW) | Note          |
| ---- | ------------------------------------------------- | -------- | --------------------- | --------------------- | ------------- |
| 1.   | Centrale termoelettrica di Narva - Eesti          | Estonia  | 59°16′10″N 27°54′08″E | 1.615                 | [ 61 ] [ 62 ] |
| 2.   | Centrale termoelettrica di Narva - Balti          | Estonia  | 59°21′12″N 28°07′22″E | 765                   | [ 61 ] [ 62 ] |
| 3.   | Centrale termoelettrica di Huadian                | Cina     |                       | 100                   | [ 63 ]        |
| 4.   | Centrale termoelettrica di Mishor Rotem           | Israele  | 31°03′19″N 35°11′04″E | 13                    |               |
| 5.   | Centrale termoelettrica di Dotternhausen Rohrbach | Germania |                       | 9,9                   | [ 64 ]        |

### Centrali a torba

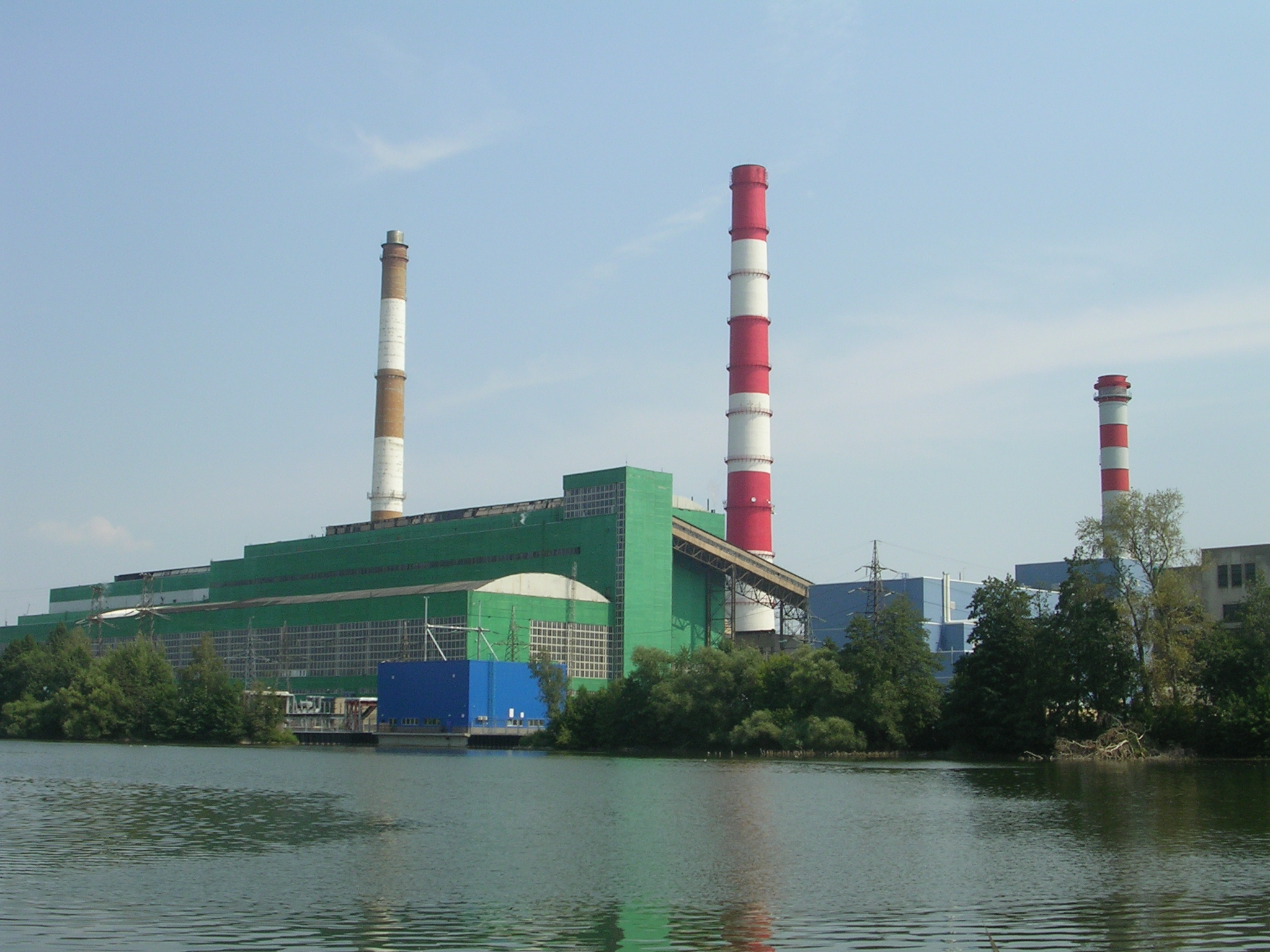
La centrale termoelettrica di Shatura, con i suoi 1.500 MW di potenza nominale è il più grande impianto di produzione di energia a torba del mondo.

| Pos. | Impianto                               | Nazione   | Coordinate            | Potenza nominale (MW) | Note       |
| ---- | -------------------------------------- | --------- | --------------------- | --------------------- | ---------- |
| 1.   | Centrale termoelettrica di Shatura     | Russia    | 55°35′00″N 39°33′40″E | 1.500                 | [ nota 1 ] |
| 2.   | Centrale termoelettrica di Kirov       | Russia    | 58°37′16″N 49°35′47″E | 300                   |            |
| 3.   | Centrale termoelettrica di Keljonlahti | Finlandia | 62°11′33″N 25°44′14″E | 209                   | [ 65 ]     |
| 4.   | Centrale termoelettrica di Toppila     | Finlandia | 65°02′15″N 25°26′07″E | 190                   | [ 65 ]     |
| 5.   | Centrale termoelettrica di Haapavesi   | Finlandia | 64°07′19″N 25°24′47″E | 154                   | [ 66 ]     |
| 6.   | Centrale termoelettrica di West Offaly | Irlanda   | 53°16′22″N 8°02′20″W  | 150                   | [ 67 ]     |
| 7.   | Centrale termoelettrica di Edenderry   | Irlanda   | 53°17′27″N 7°05′13″W  | 120                   | [ 68 ]     |
| 8.   | Centrale termoelettrica di Lough Ree   | Irlanda   | 53°40′28″N 7°59′02″E  | 100                   | [ 67 ]     |
| 9.   | Centrale termoelettrica di Väo         | Estonia   | 59°26′14″N 24°54′23″E | 25                    | [ 69 ]     |

1. ↑  Il combustibile primario è il gas naturale (78%) mentre la torba è il secondario (11,5 %).

## Impianti di produzione di energia a fonti rinnovabili

### Centrali a biomassa

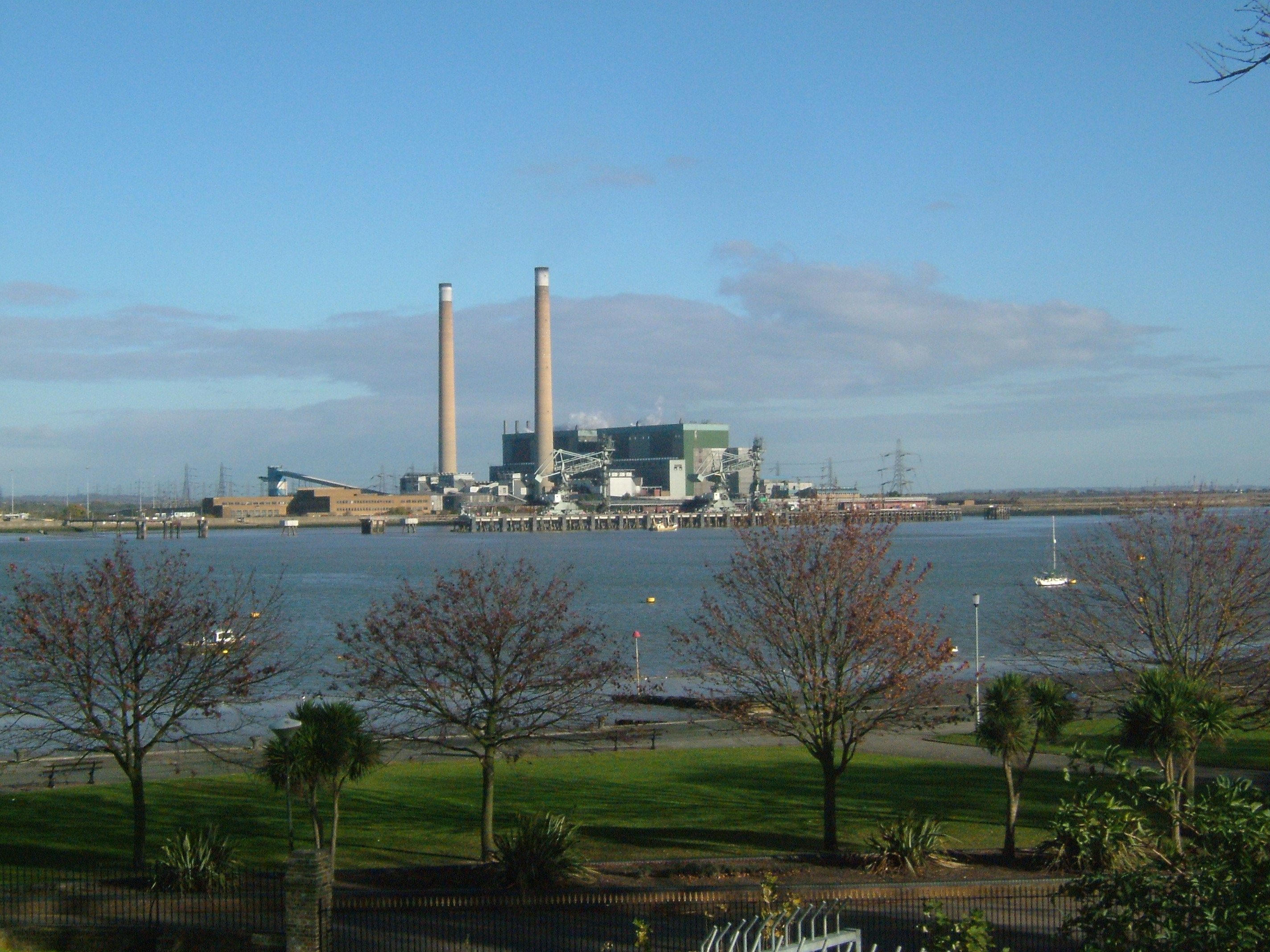
La centrale termoelettrica di Tilbury, con i suoi 750 MW di potenza è uno degli impianti di produzione di energia a biomassa più grande del mondo.

| Pos. | Impianto                                               | Nazione     | Coordinate                 | Potenza nominale (MW) | Tipo di biomassa      | Note                     |
| ---- | ------------------------------------------------------ | ----------- | -------------------------- | --------------------- | --------------------- | ------------------------ |
| 1.   | Centrale termoelettrica di Drax                        | Regno Unito | 53°44′09″N 0°59′47″W       | 1320                  | Pellet di legno       | [ 70 ]                   |
| 2.   | Centrale termoelettrica di Tilbury B                   | Regno Unito | 51°27′18″N 0°23′30″E       | 750                   | Pellet di legno       | [ 70 ] [ 71 ] [ nota 1 ] |
| 3.   | Centrale termoelettrica di Ironbridge B                | Regno Unito | 52°37′48″N 2°30′43″E       | 600                   | Pellet di legno       | [ 70 ]                   |
| 4.   | Centrale termoelettrica Alholmens Kraft di Pietarsaari | Finlandia   | 63°42′07″N 22°42′35″E      | 265                   | Residui di falciatura | [ 72 ]                   |
| 5.   | Centrale termoelettrica Maasvlakte 3                   | Paesi Bassi | 51°54′45″N 4°01′16″E       | 220                   |                       | [ 70 ] [ nota 2 ]        |
| 6.   | Centrale termoelettrica di Połaniec                    | Polonia     | 50°08′05″N 21°20′14″E      | 205                   | Cippato               | [ 70 ]                   |
| 7.   | Centrale termoelettrica di Atikokan                    | Canada      | 48°50′17″N 91°34′15″W      | 205                   |                       | [ 73 ]                   |
| 8.   | Centrale termoelettrica di Rodenhuize                  | Belgio      | 51°08′04.88″N 3°46′35.94″E | 180                   | Pellet di legno       | [ 74 ]                   |
| 9.   | Centrale termoelettrica di Ashdown                     | Stati Uniti |                            | 157                   | Fango nero            | [ 75 ]                   |
| 10.  | Centrale termoelettrica Wisapower di Pietarsaari       | Finlandia   |                            | 150                   |                       | [ 70 ]                   |

1. ↑  Produzione sospesa nel 2013.
2. ↑  La potenza nominale totale installata è di 1.100 MW il 20% dei quali forniti dalla biomassa in combustione.

### Centrali geotermiche

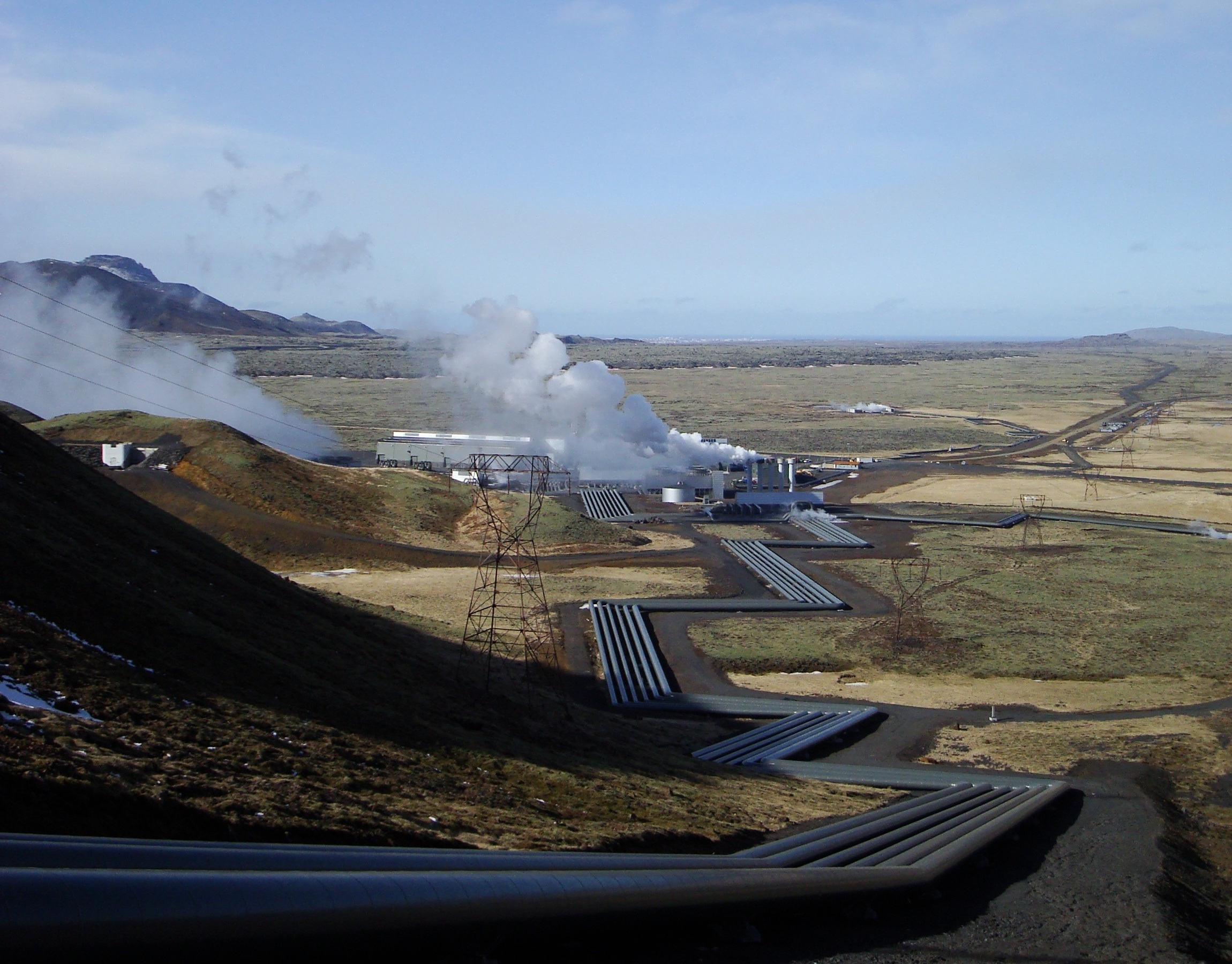
La centrale geotermica di Hellisheiði, con i suoi 303 MW di potenza è il quinto nella classifica dei più grandi impianti di produzione di energia dal calore geotermico del mondo.

| Pos. | Impianto                             | Nazione     | Coordinate             | Potenza nominale (MW) | Note                 |
| ---- | ------------------------------------ | ----------- | ---------------------- | --------------------- | -------------------- |
| 1.   | The Geysers                          | Stati Uniti | 38°47′26″N 122°45′21″W | 1.808                 | [ 76 ]               |
| 2.   | Centrale geotermica del Cerro Prieto | Messico     | 32°23′57″N 115°14′19″W | 958                   | [ 77 ] [ 78 ] [ 79 ] |
| 3.   | Centrale geotermica di Larderello    | Italia      |                        | 769                   | [ 80 ]               |
| 4.   | Centrale geotermica di Olkaria       | Kenya       |                        | 540                   |                      |
| 5.   | Centrale geotermica di Hellisheiði   | Islanda     | 64°02′14″N 21°24′03″W  | 303                   |                      |
| 6.   | Centrale geotermica di Darajat       | Indonesia   |                        | 255                   |                      |
| 7.   | Centrale geotermica di Malitbog      | Filippine   | 11°09′07″N 124°38′58″E | 233                   | [ 81 ]               |
| 8.   | Centrale geotermica di Wayang Windu  | Indonesia   | 7°12′00″S 107°37′30″E  | 227                   | [ 82 ]               |
| 9.   | Centrale geotermica di Kamojang      | Indonesia   |                        | 203                   |                      |
| 10.  | Centrale geotermica di Navy          | Stati Uniti |                        | 240                   | [ 76 ]               |

### Centrali idroelettriche

#### Centrali a bacino
| Pos. | Impianto                    | Nazione     | Coordinate             | Potenza nominale (MW) | Note          |
| ---- | --------------------------- | ----------- | ---------------------- | --------------------- | ------------- |
| 1.   | Diga delle Tre Gole         | Cina        | 30°49′15″N 111°00′08″E | 22.500                | [ 1 ]         |
| 2.   | Diga di Itaipú              | Paraguay    | 25°24′31″S 54°35′21″W  | 14.000                | [ 7 ] [ 8 ]   |
| 3.   | Diga di Xiluodu             | Cina        | 28°15′52″N 103°38′47″E | 13.860                | [ 83 ]        |
| 4.   | Diga di Guri                | Venezuela   | 7°45′59″N 62°59′57″W   | 10.233                | [ 13 ]        |
| 5.   | Diga di Tucuruí             | Brasile     | 3°49′53″S 49°38′36″W   | 8.370                 |               |
| 6.   | Diga della Grand Coulee     | Stati Uniti | 47°57′23″N 118°58′56″W | 6.809                 | [ 18 ]        |
| 7.   | Diga di Xiangjiaba          | Cina        | 28°38′57″N 104°22′14″E | 6.448                 | [ 20 ] [ 21 ] |
| 8.   | Diga di Longtan             | Cina        | 25°01′38″N 107°02′51″E | 6.426                 | [ 84 ]        |
| 9.   | Diga di Sayano-Shushenskaya | Russia      | 52°49′31″N 91°22′15″E  | 6.400                 |               |
| 10.  | Diga di Krasnojarsk         | Russia      | 55°56′05″N 92°17′40″E  | 6.000                 | [ 85 ]        |

#### Centrali con impianti ad accumulazione

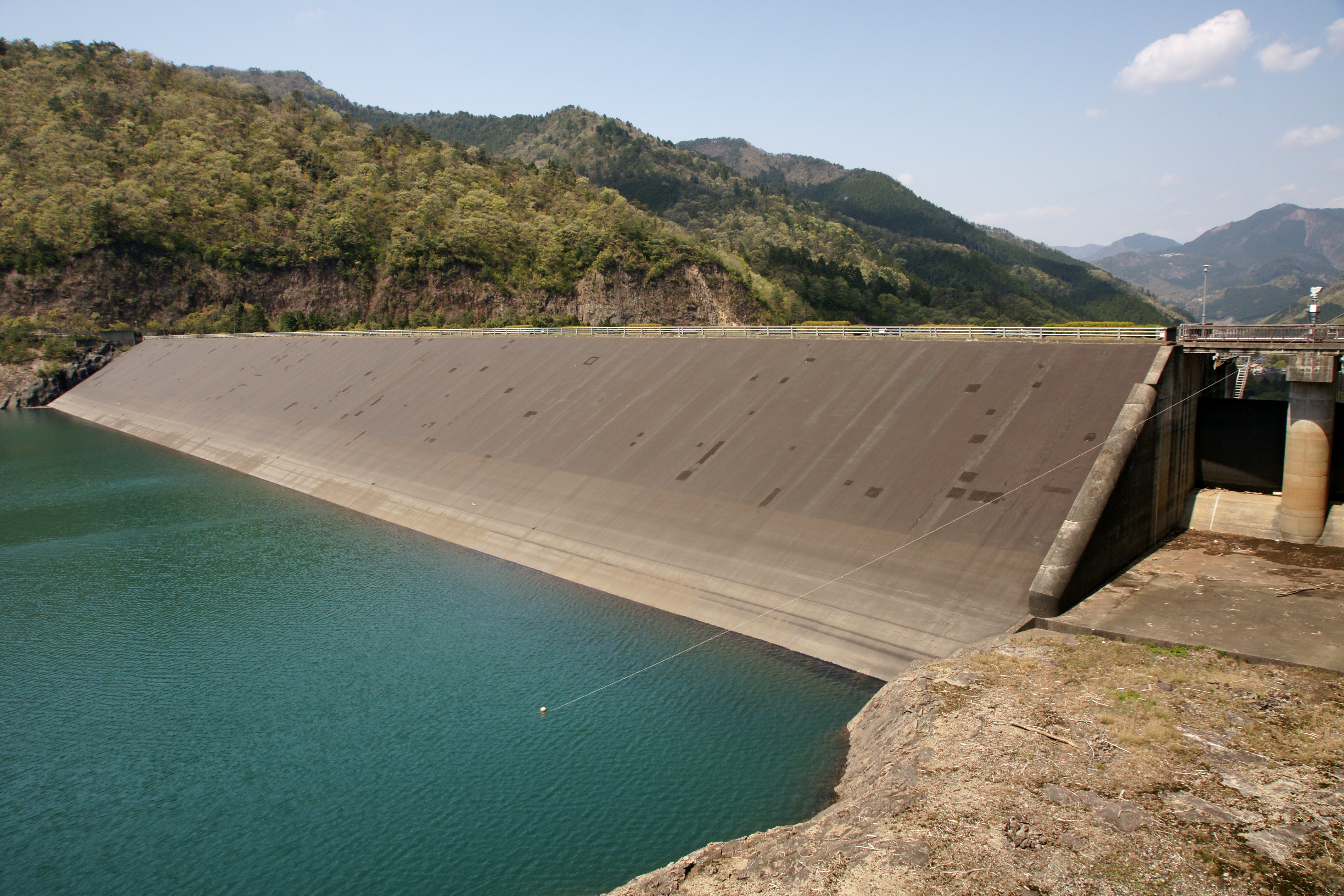
La reservoir superiore della centrale idroelettrica di Okutataragi, un impianto da 1.932 MW di potenza nominale.

| Pos. | Impianto                                    | Nazione     | Coordinate             | Potenza nominale (MW) | Note   |
| ---- | ------------------------------------------- | ----------- | ---------------------- | --------------------- | ------ |
| 1.   | Centrale idroelettrica della Contea di Bath | Stati Uniti | 38°12′32″N 79°48′00″W  | 3.003                 | [ 86 ] |
| 2.   | Centrale idroelettrica di Huizhou           | Cina        | 23°16′07″N 114°18′50″E | 2.448                 | [ 87 ] |
| 3.   | Centrale idroelettrica di Guangdong         | Cina        | 23°45′52″N 113°57′12″E | 2.400                 | [ 88 ] |
| 4.   | Centrale idroelettrica di Okutataragi       | Giappone    | 35°14′13″N 134°49′55″E | 1.932                 |        |
| 5.   | Centrale idroelettrica di Ludington         | Stati Uniti | 43°53′37″N 86°26′43″W  | 1.872                 | [ 89 ] |

#### Centrali ad acqua fluente

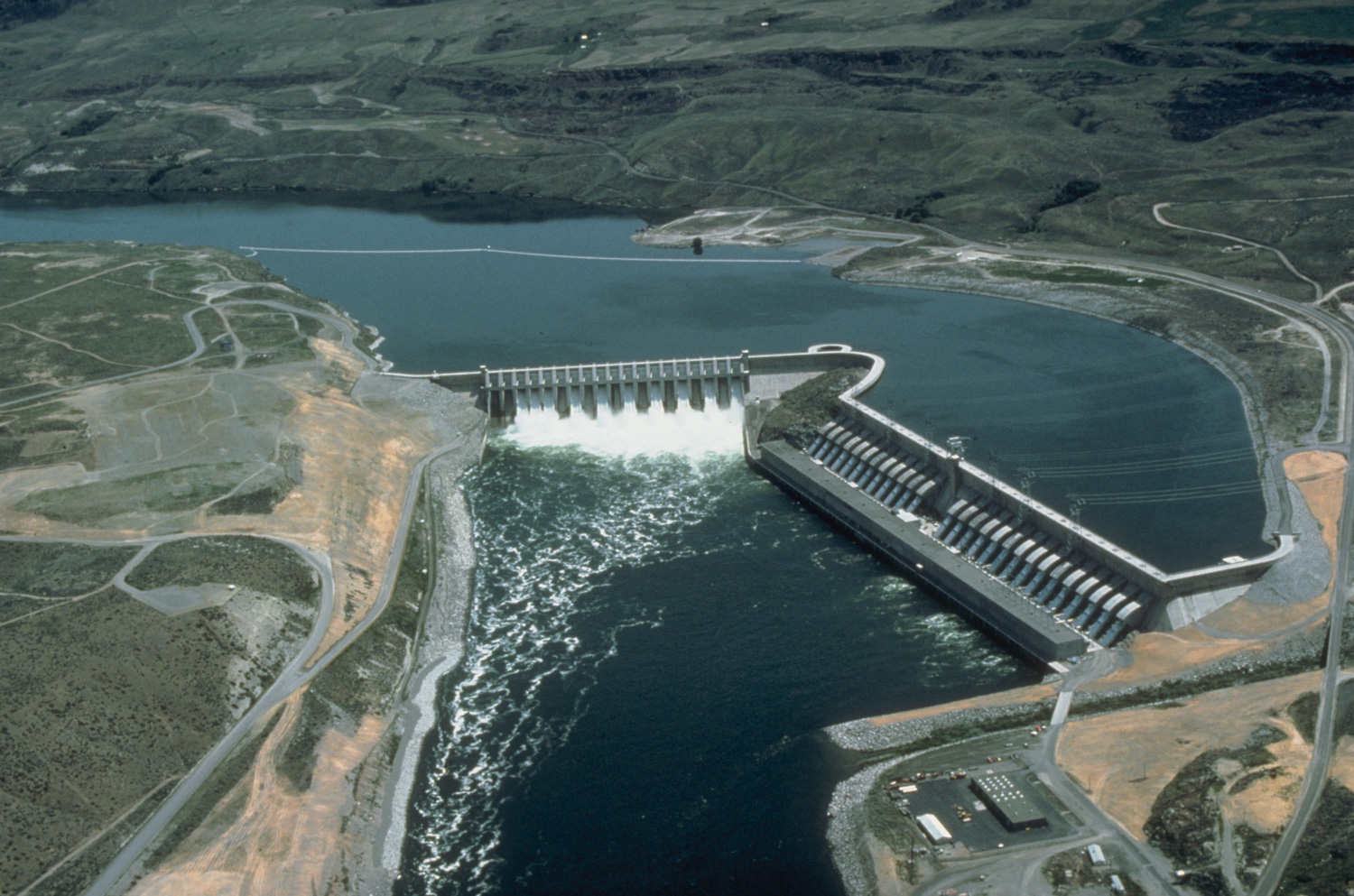
La diga Capo Giuseppe, con i suoi 2.620 MW di potenza nominale è il più grande impianto di produzione di energia ad acqua fluente del mondo.

| Pos. | Impianto                              | Nazione      | Coordinate             | Potenza nominale (MW) | Note   |
| ---- | ------------------------------------- | ------------ | ---------------------- | --------------------- | ------ |
| 1.   | Diga Capo Giuseppe                    | Stati Uniti  | 47°59′43″N 119°38′00″W | 2.620                 |        |
| 2.   | Diga John Day                         | Stati Uniti  | 45°52′49″N 120°41′40″W | 2.160                 | [ 90 ] |
| 3.   | Centrale idroelettrica di Beauharnois | Canada       | 45°18′50″N 73°54′32″W  | 1.903                 | [ 91 ] |
| 4.   | Diga di The Dalles                    | Stati Uniti  | 45°36′44″N 121°08′04″W | 1.779,8               | [ 90 ] |
| 5.   | Dighe Inga                            | RD del Congo | 5°31′S 13°37.3′E       | 1.775                 |        |
| 6.   | Diga di Nathpa Jhakri                 | India        | 31°33′50″N 77°58′49″E  | 1.500                 | [ 92 ] |

#### Centrali a energia mareomotrice

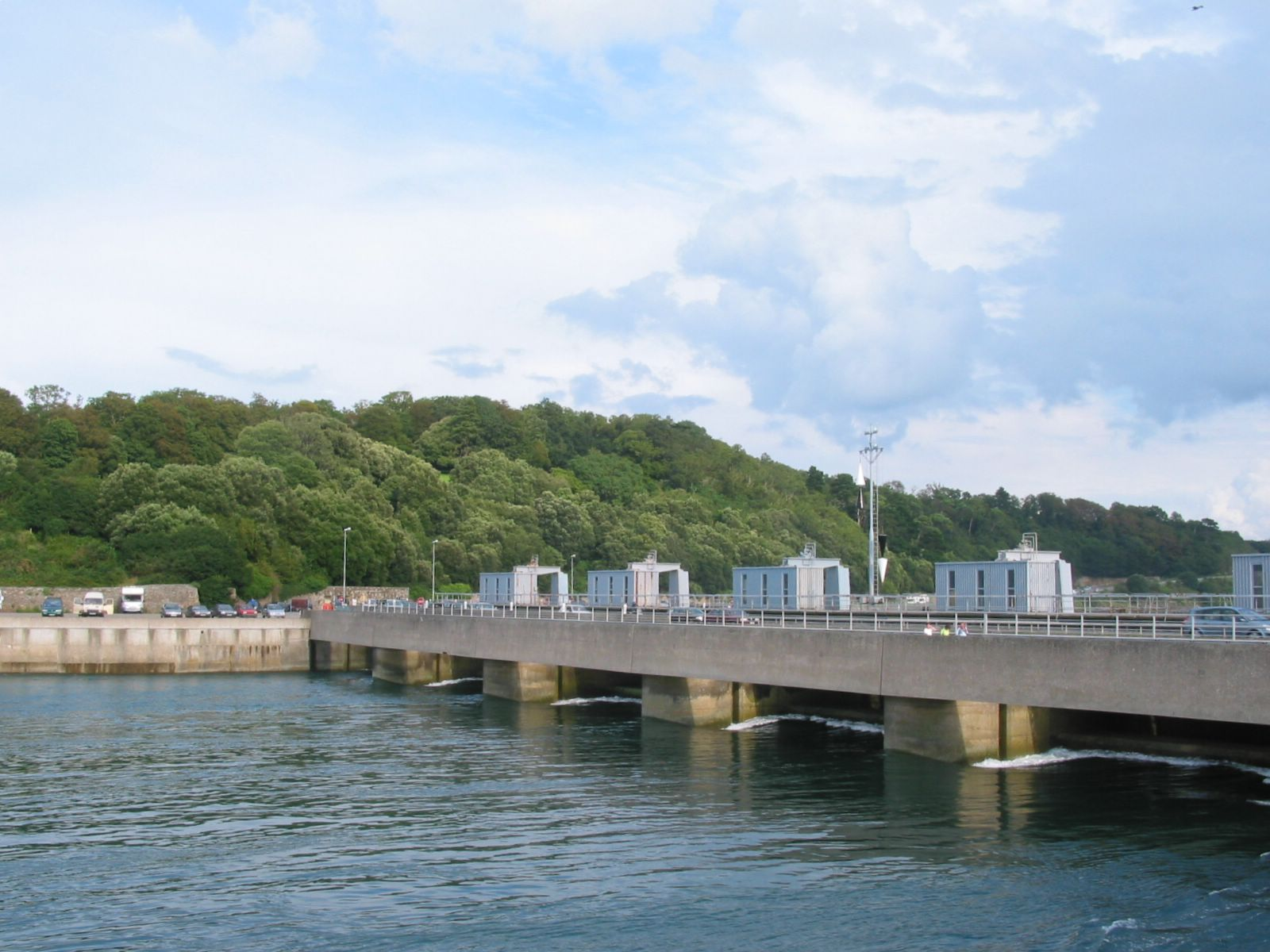
La centrale idroelettrica di Rance, con i suoi 240 MW di potenza nominale è il secondo più grande impianto di produzione di energia ad energia mareomotrice del mondo.

| Pos. | Impianto                                  | Nazione       | Coordinate             | Potenza nominale (MW) | Note   |
| ---- | ----------------------------------------- | ------------- | ---------------------- | --------------------- | ------ |
| 1.   | Centrale idroelettrica del lago Sihwa     | Corea del Sud | 37°18′47″N 126°36′46″E | 254                   |        |
| 2.   | Centrale idroelettrica di Rance           | Francia       | 48°37′05″N 2°01′24″W   | 240                   |        |
| 3.   | Centrale idroelettrica di Annapolis Royal | Canada        | 44°45′07″N 65°30′40″W  | 20                    |        |
| 4.   | Centrale idroelettrica di Jiangxia        | Cina          | 28°20′34″N 121°14′25″E | 3,9                   | [ 93 ] |
| 5.   | Centrale idroelettrica di Kislaya Guba    | Russia        | 69°22′37″N 33°04′34″E  | 1,7                   |        |

### Centrali a energia solare

#### Centrali fotovoltaiche

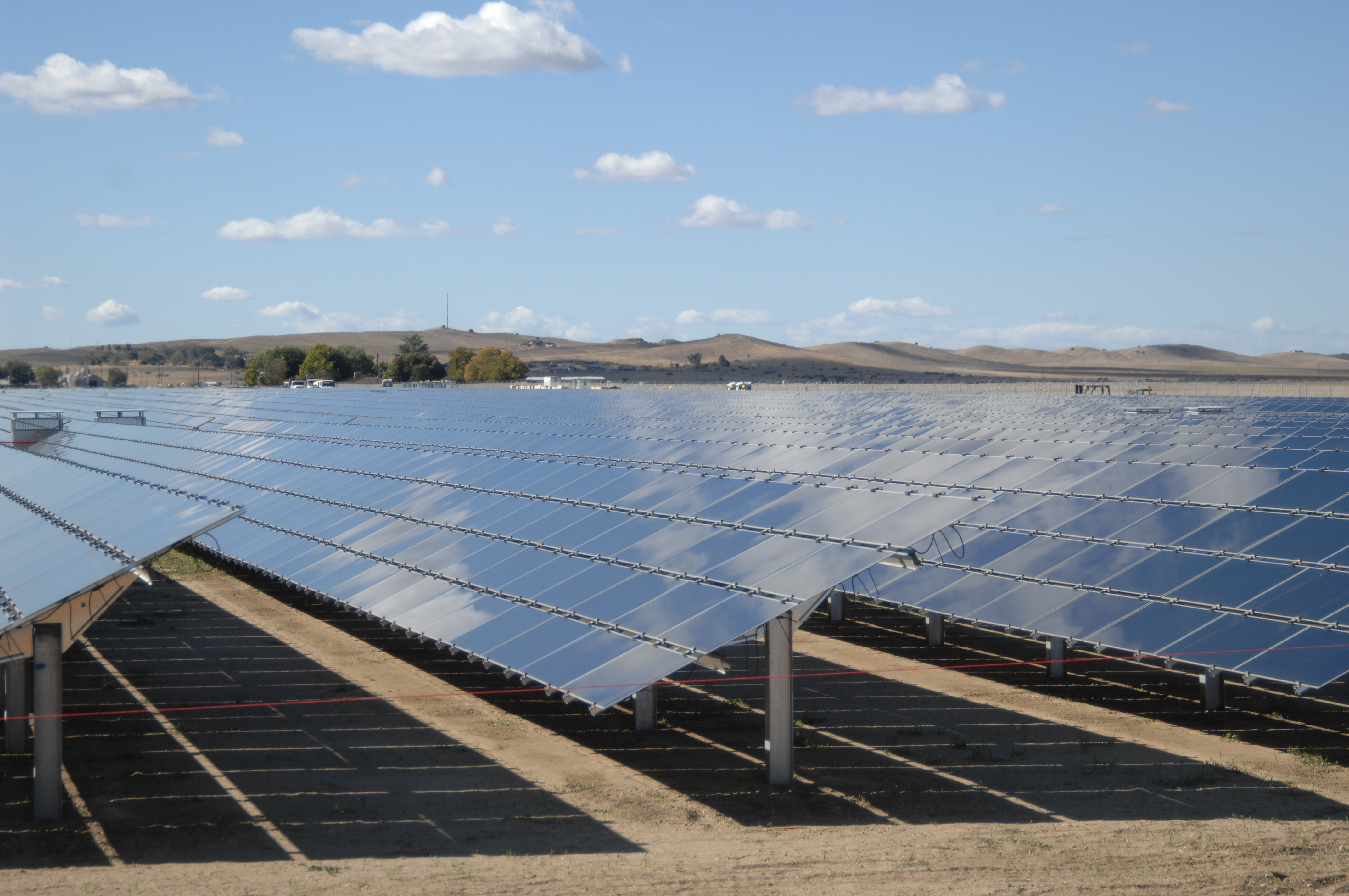
Pannelli solari nella centrale elettrica fotovoltaica di Topaz, uno degli impianti fotovoltaici più grandi del mondo.

| Pos. | Impianto                               | Nazione     | Coordinate             | Potenza nominale (MW) | Note                    |
| ---- | -------------------------------------- | ----------- | ---------------------- | --------------------- | ----------------------- |
| 1.   | Parco solare Bhadla                    | India       | 27°32′23″N 71°54′55″E  | 2700                  |                         |
| 1.   | Parco solare Quaid-e-Azam              | Pakistan    | 29°32′38″N 71°52′01″W  | 1000                  |                         |
| 2.   | Parco solare della diga di Longyangxia | Cina        | 36°07′20″N 100°55′06″E | 850                   | [ 94 ] [ 95 ]           |
| 3.   | Centrale elettrica di Kamuthi          | India       | 9°24′25″N 78°21′32″E   | 648                   | [ 96 ] [ 97 ]           |
| 4.   | Parco solare Solar Star I e II         | Stati Uniti | 34°49′N 118°23′W       | 579                   | [ 98 ] [ 99 ]           |
| 5.   | Parco solare Topaz                     | Stati Uniti | 35°23′N 120°04′W       | 550                   | [ 100 ] [ 101 ]         |
| 6.   | Parco solare Desert Sunlight           | Stati Uniti | 33°49′33″N 115°24′08″W | 550                   |                         |
| 7.   | Parco solare di Cestas                 | Francia     |                        | 300                   | [ 102 ]                 |
| 8.   | Parco solare California Valley         | Stati Uniti | 35°20′N 119°55′W       | 292                   | [ 103 ] [ 104 ] [ 105 ] |
| 9.   | Parco solare Agua Caliente             | Stati Uniti | 32°57′20″N 113°29′40″W | 290                   | [ 106 ] [ 107 ]         |

#### Centrali fotovoltaiche a concentrazione

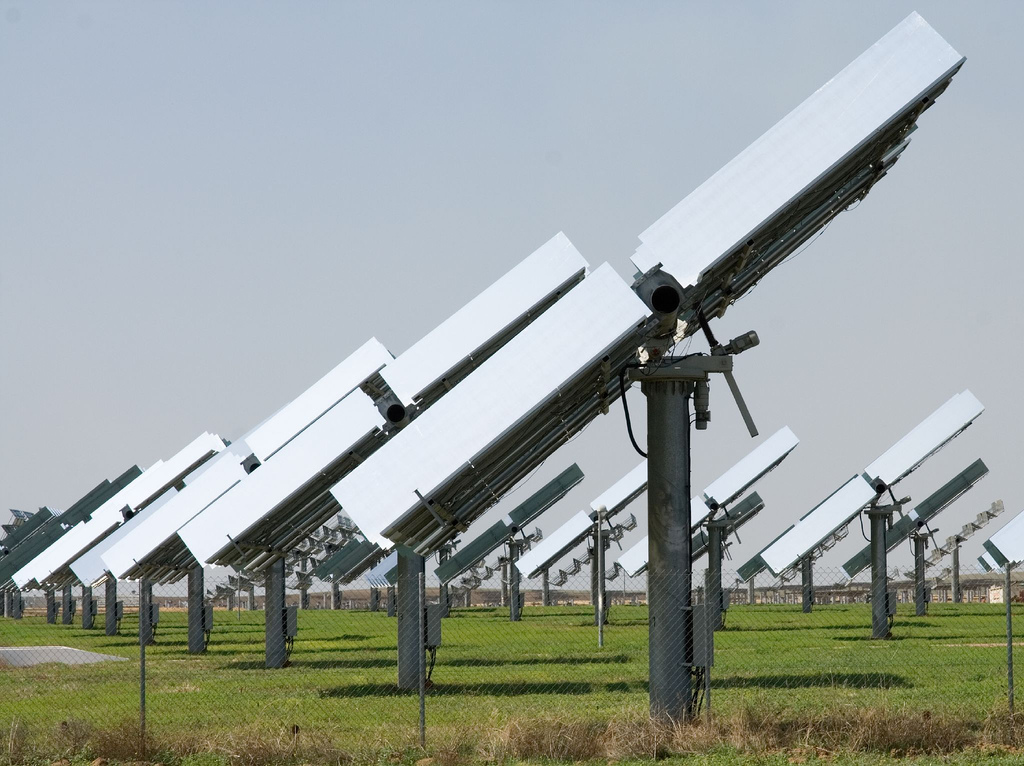
La centrale fotovoltaica di Siviglia, con i suoi 1,2 MW di potenza nominale è all'ottavo posto nella classifica delle centrali fotovoltaiche a concentrazione più grandi del mondo.

| Pos. | Impianto                                        | Nazione     | Coordinate                  | Potenza nominale (MW) | Note            |
| ---- | ----------------------------------------------- | ----------- | --------------------------- | --------------------- | --------------- |
| 1.   | Centrale fotovoltaica Golmud 2                  | Cina        |                             | 60                    | 79,83 MWp       |
| 2.   | Centrale fotovoltaica Golmud 1                  | Cina        |                             | 50                    | 57,96 MWp       |
| 3.   | Centrale fotovoltaica di Touwsrivier            | Sudafrica   | 33°24′51.67″S 19°55′00.86″E | 36                    | [ 110 ] [ 111 ] |
| 4.   | Centrale fotovoltaica di Alamosa                | Stati Uniti |                             | 30                    | [ 112 ]         |
| 5.   | Parchi solari di Navarra                        | Spagna      |                             | 7,8                   | [ 113 ]         |
| 6.   | Centrale fotovoltaica di Hatch                  | Stati Uniti |                             | 5                     | [ 114 ]         |
| 7.   | Centrale fotovoltaica di Casaquemada            | Spagna      |                             | 1,9                   |                 |
| 8.   | Centrale fotovoltaica di Siviglia               | Spagna      | 37°25′18″N 6°15′25″W        | 1,2                   |                 |
| 9.   | Centrale fotovoltaica del Victor Valley College | Stati Uniti | 34°28′31″N 117°15′46″W      | 1                     |                 |
| 10.  | Centrale fotovoltaica di Questa                 | Stati Uniti | 36°42′31″N 105°37′09″W      | 1                     | [ 115 ]         |

#### Centrali solari a concentrazione

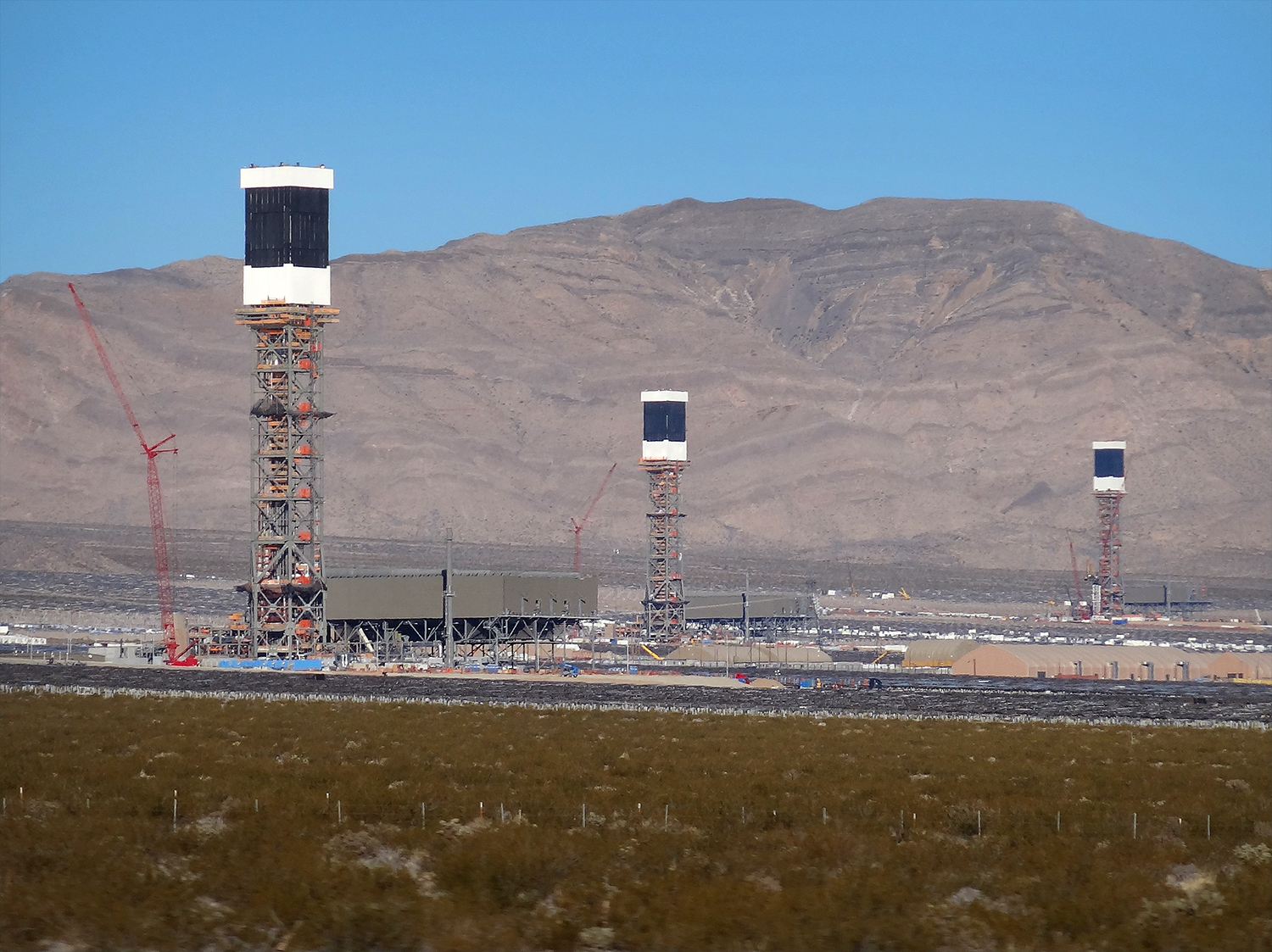
Le tre torri della centrale solare di Ivanpah, una delle più grandi centrali solari a concentrazione del mondo.

| Pos. | Impianto                       | Nazione     | Coordinate             | Potenza nominale (MW) | Note    |
| ---- | ------------------------------ | ----------- | ---------------------- | --------------------- | ------- |
| 1.   | Centrale solare Ivanpah        | Stati Uniti | 35°34′N 115°28′W       | 377                   | [ 116 ] |
| 2.   | SEGS                           | Stati Uniti | 35°01′54″N 117°20′53″W | 354                   | [ 117 ] |
| 3.   | Centrale solare Solana         | Stati Uniti | 32°55′N 112°58′W       | 280                   | [ 118 ] |
| 4.   | Centrale solare Genesis        | Stati Uniti | 33°38′38″N 114°59′17″W | 250                   | [ 119 ] |
| 5.   | Centrale solare di Solaben     | Spagna      | 39°13′29″N 5°23′26″W   | 200                   |         |
| 6.   | Centrale solare di Ouarzazate  | Marocco     | 30°59′40″N 6°51′48″W   | 160                   | [ 120 ] |
| 7.   | Centrale solare di Solnova     | Spagna      | 37°25′00″N 6°17′20″W   | 150                   |         |
| (7.) | Centrale solare Andasol 1      | Spagna      | 37°13′43″N 3°04′07″W   | 150                   | [ 121 ] |
| (7.) | Centrale solare Extresol       | Spagna      | 38°39′N 6°44′W         | 150                   | [ 122 ] |
| 10.  | Centrale solare Crescent Dunes | Stati Uniti | 38°14′N 117°22′W       | 110                   | [ 123 ] |

### Centrali cimoelettriche

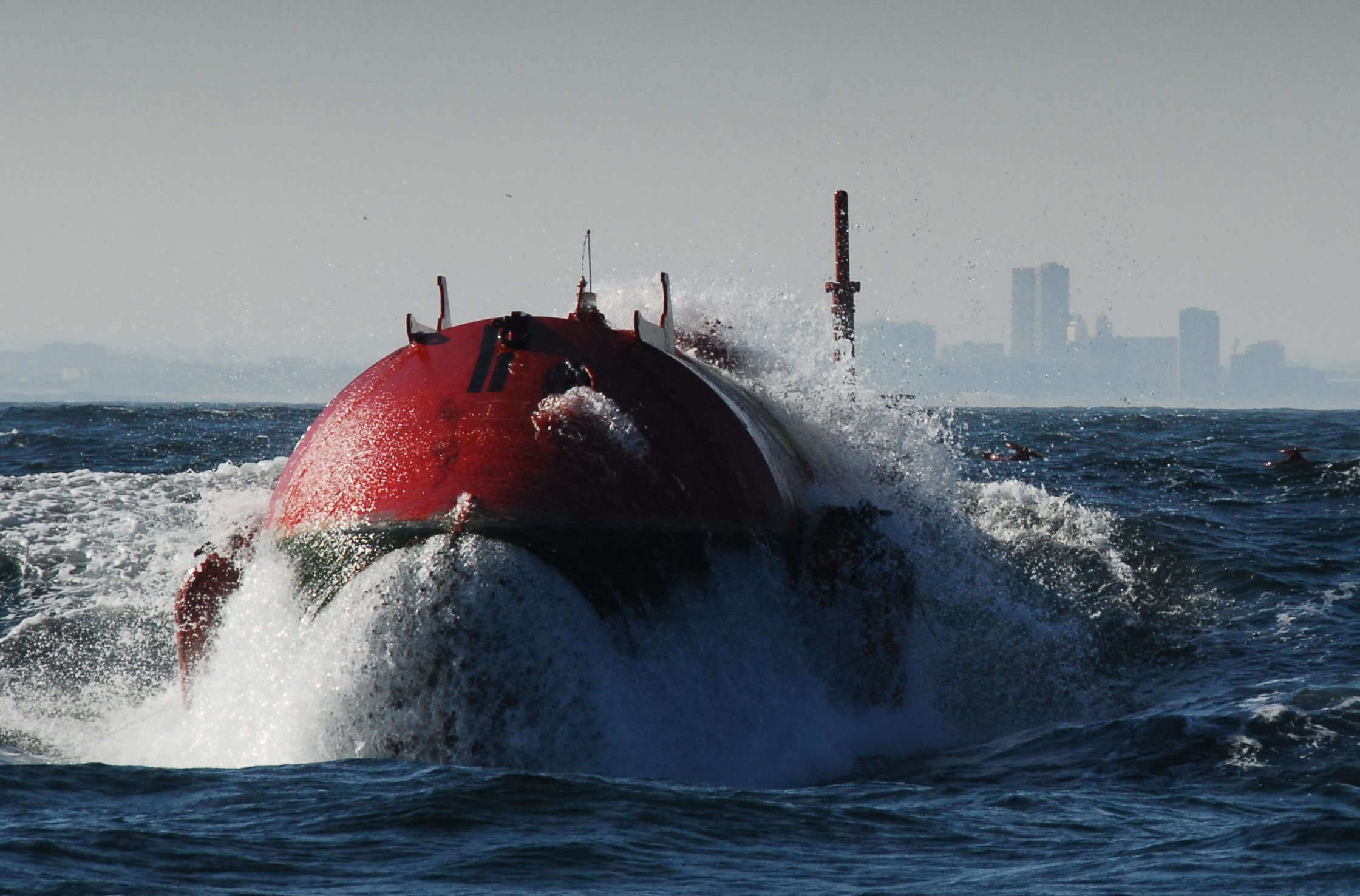
La centrale cimoelettrica di Aguçadoura, con i suoi 2,25 MW di potenza nominale è la centrale cimoelettrica più grande del mondo.

| Pos. | Impianto                             | Nazione     | Coordinate            | Potenza nominale (MW) | Note            |
| ---- | ------------------------------------ | ----------- | --------------------- | --------------------- | --------------- |
| 1.   | Centrale cimoelettrica di Aguçadoura | Portogallo  | 41°25′57″N 8°50′33″W  | 2,25                  | [ 124 ] [ 125 ] |
| 2.   | Islay Limpet                         | Regno Unito | 55°41′24″N 6°31′15″W  | 0,5                   | [ 126 ]         |
| 3.   | Centrale cimoelettrica di Mutriku    | Spagna      | 43°18′26″N 2°23′06″W  | 0,3                   | [ 127 ] [ 128 ] |
| 4.   | Centrale cimoelettrica SDE           | Israele     | 32°05′59″N 34°46′24″E | 0,04                  | [ 129 ]         |

### Centrali eoliche

#### Sulla terraferma

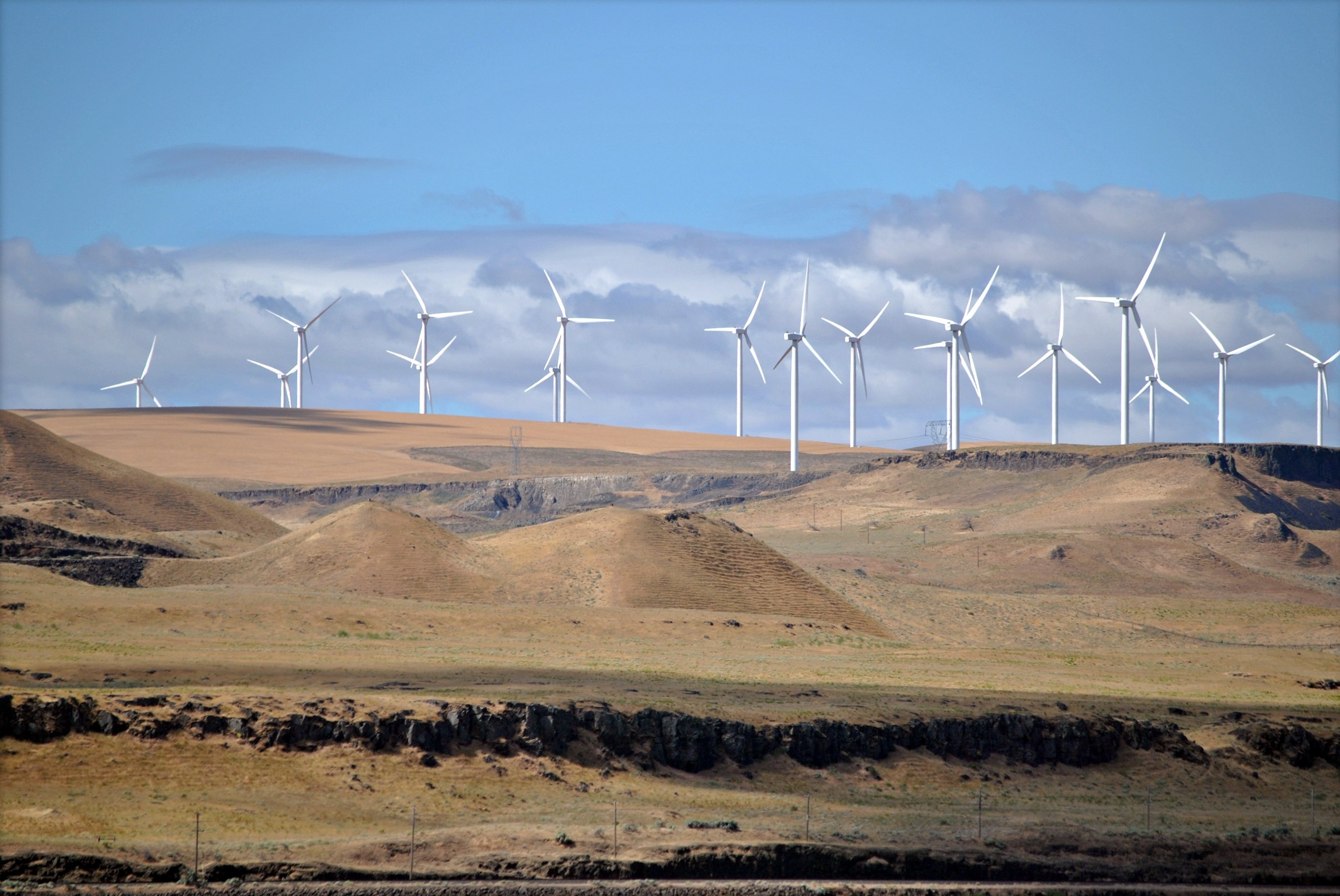
Il parco eolico di Shepherds Flat, con i suoi 845 MW di potenza nominale è quinto nella classifica delle centrali eoliche più grandi del mondo.

| Pos. | Impianto                           | Nazione     | Coordinate             | Potenza nominale (MW) | Note            |
| ---- | ---------------------------------- | ----------- | ---------------------- | --------------------- | --------------- |
| 1.   | Parco eolico di Gansu              | Cina        | 40°12′00″N 96°54′00″E  | 5.160                 | [ 130 ]         |
| 2.   | Parco eolico Alta                  | Stati Uniti | 35°01′16″N 118°19′14″W | 1.547                 | [ 130 ]         |
| 3.   | Parco eolico di Muppandal          | India       | 8.260706°N 77.538575°E | 1.500                 | [ 131 ]         |
| 4.   | Parco eolico di Jaisalmer          | India       | 26°55′12″N 70°54′00″E  | 1.064                 | [ 132 ]         |
| 5.   | Parco eolico di Shepherds Flat     | Stati Uniti | 45°42′00″N 120°03′36″W | 845                   | [ 133 ]         |
| 6.   | Parco eolico di Roscoe             | Stati Uniti | 32°26′41″N 100°34′23″W | 781,5                 | [ 134 ] [ 135 ] |
| 7.   | Parco eolico Horse Hollow          | Stati Uniti | 32°19′00″N 99°59′59″W  | 735,5                 | [ 136 ] [ 137 ] |
| 8.   | Parco eolico Capricorn Ridge       | Stati Uniti | 31°54′08″N 100°53′56″W | 662,5                 | [ 138 ]         |
| 9.   | Parco eolico di Fântânele-Cogealac | Romania     | 44°35′25″N 28°33′55″E  | 600                   | [ 139 ]         |
| 10.  | Parco eolico Fowler Ridge          | Stati Uniti | 40°36′31″N 87°19′15″W  | 599,8                 | [ 140 ]         |

#### Al largo della costa

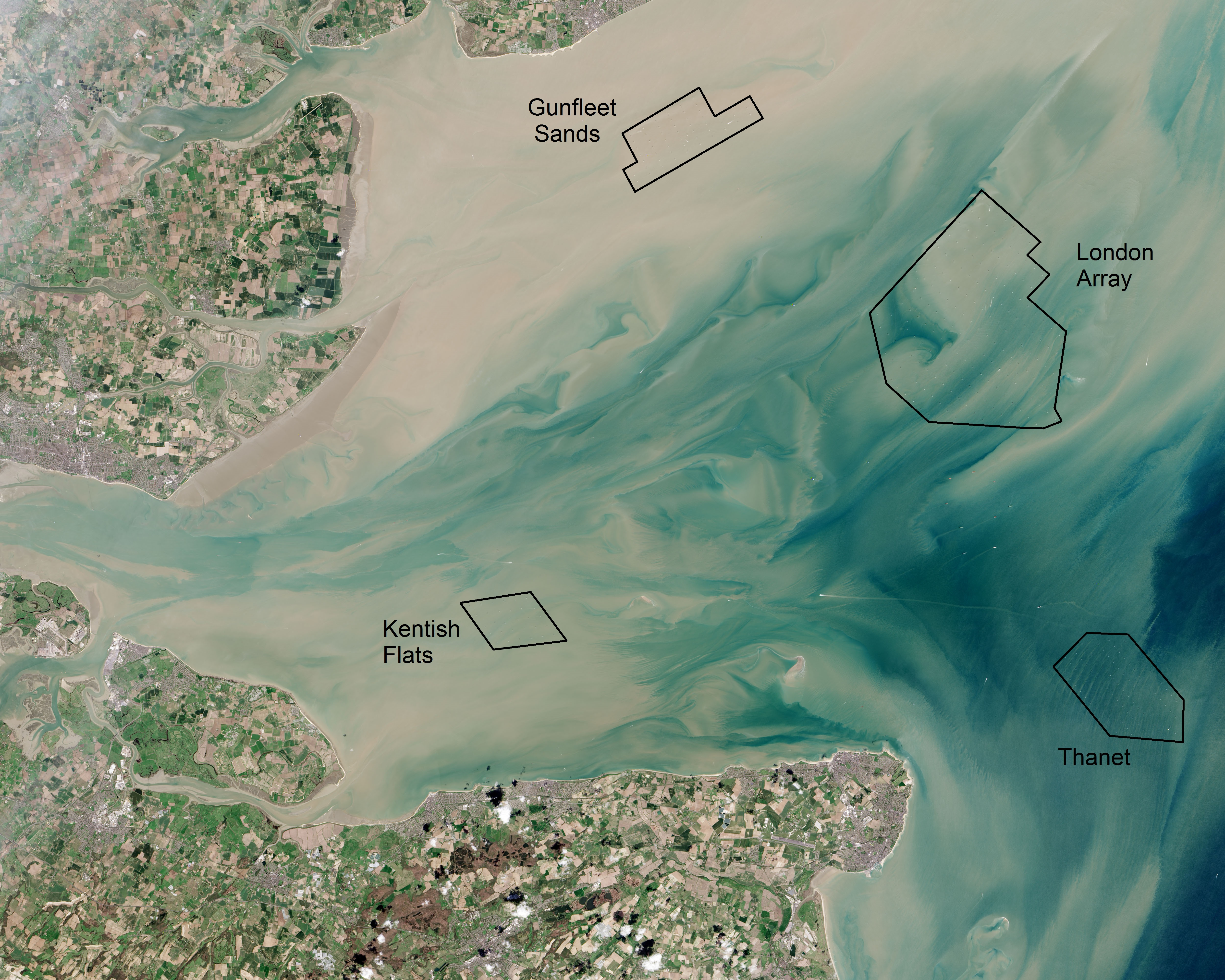
Immagine satellitare dell'estuario del Tamigi con il London Array, in alto a destra, e le aree dei vicini parchi eolici.

| Pos. | Impianto                             | Nazione     | Coordinate            | Potenza nominale (MW) | Note            |
| ---- | ------------------------------------ | ----------- | --------------------- | --------------------- | --------------- |
| 1.   | Parco eolico del London Array        | Regno Unito | 51°38′38″N 1°33′13″E  | 630                   | [ 141 ]         |
| 2.   | Parco eolico del Gwynt y Môr         | Regno Unito | 53°27′00″N 3°35′00″W  | 576                   | [ 142 ]         |
| 3.   | Parco eolico del Greater Gabbard     | Regno Unito | 51°52′48″N 1°56′24″E  | 504                   | [ 143 ]         |
| 4.   | Parco eolico Anholt                  | Danimarca   | 56°36′00″N 11°12′36″E | 400                   | [ 144 ] [ 145 ] |
| 5.   | Parco eolico BARD Offshore 1         | Germania    | 54°22′N 5°59′E        | 400                   | [ 146 ] [ 147 ] |
| 6.   | Parco eolico di West of Duddon Sands | Regno Unito | 53°59′02″N 3°27′50″W  | 389                   | [ 148 ] [ 149 ] |
| 7.   | Parco eolico di Walney               | Regno Unito | 54°02′38″N 3°31′19″W  | 367                   | [ 150 ] [ 151 ] |
| 8.   | Parco eolico di Thorntonbank         | Belgio      | 51°33′00″N 2°56′00″E  | 325                   | [ 152 ]         |
| 9.   | Parco eolico di Sheringham Shoal     | Regno Unito | 53°07′N 1°08′E        | 315                   | [ 153 ] [ 154 ] |
| 10.  | Parco eolico di Thanet               | Regno Unito | 51°25′50″N 1°37′59″E  | 300                   | [ 155 ] [ 156 ] |

## Lista dei maggiori impianti e delle più grandi singole unità per la produzione di energia per nazione
| Nazione                          | Impianto                                             | Potenza nominale (MW) | Tipo di centrale                   | Coordinate                        | Unità (viene riportato il nome dell'impianto)              | Potenza nominale dell'unità (MW) | Tipo di centrale    | Coordinate                | Note                    |
| -------------------------------- | ---------------------------------------------------- | --------------------- | ---------------------------------- | --------------------------------- | ---------------------------------------------------------- | -------------------------------- | ------------------- | ------------------------- | ----------------------- |
| Afghanistan                      | Diga di Naghlu                                       | 100                   | Idroelettrica                      | 34°38′28″N 69°43′01″E             |                                                            |                                  |                     |                           | [ 157 ]                 |
| Algeria                          | Centrale termoelettrica di Hadjret En-Nouss          | 1260                  | A gas naturale                     | 36°34′36″N 2°04′47″E              | Centrale termoelettrica di Skikda                          | 440                              | A gas naturale      | 36°52′44″N 6°56′12″E      | [ 158 ] [ 159 ]         |
| Arabia Saudita                   | Centrale termoelettrica e di dissalazione di Shoaiba | 5600                  | A olio combustibile                | 20°40′48″N 139°31′24″E            |                                                            | 730                              |                     |                           |                         |
| Argentina                        | Diga di Yacyretá                                     | 3100                  | Idroelettrica                      | 27°28′58″S 56°43′30″W             | Centrale nucleare di Atucha                                | 745/692                          | Nucleare            | 32°13′54″S 64°26′38″W     | [ 160 ] [ 161 ] [ 162 ] |
| Armenia                          | Centrale termoelettrica di Hrazdan                   | 1590                  | A gas naturale e olio combustibile | 40°33′59″N 44°45′03″E             |                                                            |                                  |                     |                           |                         |
| Australia                        | Centrale termoelettrica di Eraring                   | 2880                  | A carbone                          | 33°03′44″S 151°31′13″E            | Centrale termoelettrica di Kogan Creek                     | 750                              | A carbone           | 26°54′59″S 150°44′57″E    | [ 163 ] [ 164 ]         |
| Austria                          | Centrale termoelettrica di Simmering                 | 1700                  | A gas naturale                     | 48°10′52″N 16°26′06″E             | Centrale termoelettrica di Dürnrohr                        | 405                              | A carbone           | 48°19′32″N 15°55′25″E     | [ 165 ]                 |
| Azerbaigian                      | Centrale termoelettrica Azerbaijan                   | 2400                  | A olio combustibile                | 40°46′49″N 46°59′30″E             |                                                            |                                  |                     |                           |                         |
| Bangladesh                       | Centrale termoelettrica di Ghorasal                  | 950                   | A gas naturale                     | 23°58′47″N 90°38′13″E             | Centrale termoelettrica di Meghnaghat                      | 450                              | A gas naturale      | 23°36′29″N 90°36′04″E     | [ 166 ] [ 167 ]         |
| Belgio                           | Centrale nucleare di Doel                            | 2919                  | Nucleare                           | 51°19′29″N 4°15′31″E              | Centrale nucleare di Tihange Unità 3                       | 1065                             | Nucleare            | 50°32′05″N 5°16′21″E      | [ 168 ] [ 169 ]         |
| Bielorussia                      | Centrale termoelettrica di Lukoml                    | 2890                  | A gas naturale                     | 54°40′51″N 29°08′05″E             |                                                            |                                  |                     |                           |                         |
| Brasile                          | Diga di Itaipú                                       | 14000                 | Idroelettrica                      | 25°24′31″S 54°35′21″W             | Centrale nucleare di Angra                                 | 1350                             | Nucleare            | 23°00′30″S 44°27′26″W     | [ 170 ]                 |
| Bulgaria                         | Centrale nucleare di Kozloduj                        | 2000                  | Nucleare                           | 43°44′46″N 23°46′14″E             |                                                            |                                  |                     |                           |                         |
| Canada                           | Centrale nucleare di Bruce                           | 6300                  | Nucleare                           | 44°19′31″N 81°35′58″W             | Centrale nucleare di Darlington                            | 881                              | Nucleare            | 43°52′09″N 78°43′27″W     | [ 57 ] [ 58 ] [ 171 ]   |
| Cile                             | Centrale termoelettrica di Ventanas                  | 875                   | A carbone                          | 32°45′04″S 71°28′57″W             | Centrale termoelettrica di Atacama                         | 370                              | A gas naturale      |                           |                         |
| Cina                             | Diga delle Tre Gole                                  | 22500                 | Idroelettrica                      | 30°49′15″N 111°00′08″E            | Centrale nucleare di Taishan                               | 1750                             | Nucleare            | 21°55′04″N 112°58′55″E    | [ 172 ]                 |
| Colombia                         | Centrale idroelettrica di San Carlos                 | 1240                  | Idroelettrica                      | 6°12′39″N 74°50′26″W              |                                                            |                                  |                     |                           |                         |
| Corea del Sud                    | Centrale nucleare di Hanul                           | 5906                  | Nucleare                           | 37°05′34″N 129°23′01″E            |                                                            |                                  |                     |                           | [ 27 ] [ 28 ]           |
| Costa Rica                       | Diga di Reventazón                                   | 306                   | Idroelettrica                      | 10°03′56″N 84°34′48″W             |                                                            |                                  |                     |                           |                         |
| Danimarca                        | Centrale termoelettrica di Asnæs                     | 1057                  | A carbone                          | 53°39′41″N 11°04′44″E             |                                                            |                                  |                     |                           |                         |
| Egitto                           | Diga di Assuan                                       | 2100                  | Idroelettrica                      | 23°58′14″N 32°52′40″E             | Centrale termoelettrica di El-Kureimat                     | 650                              | A gas naturale      |                           |                         |
| Etiopia                          | Diga Gilgel Gibe III                                 | 1870                  | Idroelettrica                      | 6°50′50″N 37°18′05″E              |                                                            |                                  |                     |                           |                         |
| Filippine                        | Centrale termoelettrica di Santa Rita                | 1500                  | A gas naturale                     | 13°46′13″N 121°02′06″E            | Centrale termoelettrica di Sual                            | 647                              | A carbone           | 16°07′27″N 120°06′04″E    | [ 173 ] [ 174 ]         |
| Finlandia                        | Centrale nucleare di Olkiluoto                       | 1760                  | Nucleare                           | 61°14′13″N 21°26′27″E             | Centrale nucleare di Olkiluoto (Unità 3)                   | 1600                             | Nucleare            | 61°14′13″N 21°26′27″E     |                         |
| Francia                          | Centrale nucleare di Gravelines                      | 5460                  | Nucleare                           | 51°00′55″N 2°08′10″E              | Centrale nucleare di Flamanville (Unità 3)                 | 1600                             | Nucleare            | 49°32′11″N 1°52′54″W      | [ 60 ]                  |
| Germania                         | Centrale termoelettrica di Neurath                   | 4400                  | A carbone                          | 51°02′15″N 6°36′58″W              |                                                            |                                  |                     |                           |                         |
| Ghana                            | Centrale Idroelettrica di Akosombo                   | 1020                  | Idroelettrica                      | 61°17′59″N 0°03′34″E              |                                                            |                                  |                     |                           |                         |
| Giappone                         | Centrale nucleare di Kashiwazaki-Kariwa              | 8212                  | Nucleare                           | 37°25′45″N 138°35′43″E            | Centrale termoelettrica di Hekinan                         | 1000                             | A carbone           | 34°50′07″N 136°57′39″E    | [ 175 ]                 |
| Hong Kong                        | Centrale termoelettrica di Castle Peak               | 4108                  | A carbone                          | 22°22′32″N 113°55′12″E            |                                                            |                                  |                     |                           |                         |
| India                            | Centrale termoelettrica di Vindhyachal               | 4760                  | A carbone                          | 24°05′53″N 82°40′18″E             | Centrale nucleare di Kudankulam                            | 1000                             | Nucleare            | 8°10′03″N 77°42′46″E      | [ 176 ]                 |
| Indonesia                        | Centrale termoelettrica di Suralaya                  | 4025                  | A carbone                          | 26°46′52″S 151°54′54″E            | Centrale termoelettrica di Paiton                          | 850                              | A carbone           |                           |                         |
| Iran                             | Centrale termoelettrica di Damavand                  | 2868                  | A gas naturale                     |                                   |                                                            |                                  |                     |                           | [ 177 ] [ 178 ]         |
| Iraq                             | Centrale termoelettrica di Al-Shemal                 | 2100                  | A olio combustibile                |                                   |                                                            |                                  |                     |                           |                         |
| Israele                          | Centrale termoelettrica di Orot Rabin                | 2590                  | A carbone                          | 32°28′12″N 34°53′16″E             | Centrale termoelettrica di Rutenberg                       | 575                              | A carbone           | 31°37′48″N 34°31′18″E     |                         |
| Italia                           | Centrale termoelettrica Alessandro Volta             | 3600                  | A gas naturale                     | 42°21′33″N 11°31′47″E             |                                                            |                                  |                     |                           |                         |
| Kenya                            | Centrale idroelettrica di Gitaru                     | 225                   | Idroelettrica                      | 0°47′48″S 37°44′50″E              |                                                            |                                  |                     |                           | [ 179 ]                 |
| Lettonia                         | Centrale idroelettrica di Pļaviņas                   | 883,5                 | Idroelettrica                      | 56°35′00″N 25°14′30″E             |                                                            |                                  |                     |                           |                         |
| Libano                           | Centrale termoelettrica di Zouk                      | 607                   | A olio combustibile                | 33°58′12″N 35°36′14″E             | Centrale termoelettrica di Zouk (Unità 4)                  | 172                              | A olio combustibile | 33°58′12″N 35°36′14″E     | [ 180 ]                 |
| Lituania                         | Centrale termoelettrica di Elektrėnai                | 1800                  | A gas naturale                     | 54°46′15″N 24°38′46″E             |                                                            |                                  |                     |                           |                         |
| Malaysia                         | Centrale termoelettrica Sultan Salahuddin Abdul Aziz | 2420                  | A gas naturale                     | 3°07′01″N 101°19′19″E             | Centrale termoelettrica Tuanku Jaafar                      | 750                              | A gas naturale      | 2°31′59″N 101°47′28″E     | [ 181 ]                 |
| Marocco                          | Centrale termoelettrica di Jorf Lasfar               | 1356                  | A carbone                          | 33°06′17″N 8°38′12″W              |                                                            |                                  |                     |                           |                         |
| Messico                          | Diga di Chicoasén                                    | 2430                  | Idroelettrica                      | 16°56′30″N 93°06′02″W             | Centrale nucleare Laguna Verde                             | 665                              | Nucleare            |                           | [ 182 ]                 |
| Mozambico                        | Diga di Cabora Bassa                                 | 2075                  | Idroelettrica                      | 15°35′09″S 32°42′17″E             |                                                            |                                  |                     |                           |                         |
| Myanmar                          | Diga di Yeywa                                        | 790                   | Idroelettrica                      | 21°41′20″N 96°25′17″E             | Diga di Yeywa                                              | 197                              | Idroelettrica       |                           | [ 183 ]                 |
| Nepal                            | Centrale idroelettrica di Kaligandaki                | 144                   | Idroelettrica                      |                                   |                                                            |                                  |                     |                           |                         |
| Nuova Zelanda                    | Centrale termoelettrica di Huntly                    | 950                   | A carbone e gas naturale           | 37°32′38″S 175°09′10″E            | Centrale termoelettrica di Huntly (Unità 5)                | 400                              | A gas naturale      | 37°32′38″S 175°09′10″E    |                         |
| Nigeria                          | Centrale termoelettrica di Egbin                     | 1320                  | A gas naturale                     | 6°33′48″N 3°36′55″E               |                                                            |                                  |                     |                           |                         |
| Norvegia                         | Centrale idroelettrica di Kvilldal                   | 1240                  | Idroelettrica                      |                                   |                                                            |                                  |                     |                           |                         |
| Paesi Bassi                      | Centrale termoelettrica di Claus                     | 1900                  | A gas naturale                     | 51°09′21″N 5°54′25″E              |                                                            |                                  |                     |                           |                         |
| Pakistan                         | Diga di Tarbela                                      | 3478                  | Idroelettrica                      | 34°05′23″N 72°41′54″E             |                                                            |                                  |                     |                           |                         |
| Paraguay                         | Diga di Itaipú                                       | 14000                 | Idroelettrica                      | 25°24′31″S 54°35′21″W             |                                                            |                                  |                     |                           |                         |
| Perù                             | Diga di Mantaro-Tablachaca                           | 1008                  | Idroelettrica                      |                                   | Centrale termoelettrica di Ventanilla                      | 185                              | A gas naturale      |                           | [ 184 ]                 |
| Polonia                          | Centrale termoelettrica di Bełchatów                 | 5420                  | A carbone                          | 51°15′59″N 19°19′50″E             | Centrale termoelettrica di Bełchatów                       | 858                              | A carbone           | 51°15′59″N 19°19′50″E     |                         |
| Portogallo                       | Centrale termoelettrica di Pego                      | 1473                  | A carbone e gas naturale           | 39°28′05″N 6°33′00″W              | Centrale termoelettrica di Sines                           | 1180                             | A carbone           | 37°55′57″N 8°48′14″W      |                         |
| Qatar                            | Centrale termoelettrica di Ras Qartas                | 2730                  | A gas naturale                     | 25°56′13″N 51°31′20″E             |                                                            |                                  |                     |                           |                         |
| Regno Unito                      | Centrale termoelettrica di Drax                      | 3960                  | A carbone                          | 53°44′09″N 0°59′47″W              |                                                            |                                  |                     |                           |                         |
| Repubblica Ceca                  | Centrale nucleare di Temelín                         | 2030                  | Nucleare                           | 49°10′48″N 14°22′34″E             | Temelín                                                    | 1015                             | Nucleare            |                           | [ 185 ]                 |
| Repubblica Democratica del Congo | Dighe Inga                                           | 1424                  | Idroelettrica                      | 5°31′36″S 13°37′14″E              |                                                            |                                  |                     |                           | [ 186 ]                 |
| Repubblica di Macedonia          | Centrale termoelettrica di Bitola                    | 675                   | A carbone                          | 41°03′29″N 21°29′00″E             |                                                            |                                  |                     |                           |                         |
| Romania                          | Centrale termoelettrica di Turceni                   | 2640                  | A carbone                          | 44°40′11″N 23°24′28″E             | Centrale nucleare di Cernavodă                             | 706                              | Nucleare            |                           |                         |
| Russia                           | Diga di Sayano–Shushenskaya                          | 6400                  | Idroelettrica                      | 54°49′33″N 91°22′13″E             | Centrale termoelettrica Kostroma                           | 1200                             | A gas naturale      | 57°27′22″N 41°10′20″E     | [ 23 ]                  |
| Ruanda                           | Centrale idroelettrica di Nyabarongo                 | 28                    | Idroelettrica                      | 2°15′36″S 29°36′00″E              |                                                            |                                  |                     |                           |                         |
| Serbia                           | Centrale termoelettrica Nikola Tesla                 | 3286                  | A carbone                          | TENT-A: 44°40′11.5″N 20°09′35.5″E | Centrale termoelettrica Nikola Tesla (Unità B\|TENT B1/B2) | 620                              | A carbone           | 44°39′14.4″N 20°00′20.8″E |                         |
| Singapore                        | Centrale termoelettrica di Tuas                      | 1470                  | A gas naturale e olio combustibile | 1°17′20″N 103°38′29″E             | Centrale termoelettrica di Tuas                            | 600                              | A olio combustibile | 1°17′20″N 103°38′29″E     | [ 187 ] [ 188 ]         |
| Spagna                           | Centrale nucleare di Almaraz                         | 2017                  | Nucleare                           | 39°48′29″N 5°41′49″W              | Centrale nucleare di Almaraz                               | 1011                             | Nucleare            | 39°48′29″N 5°41′49″W      | [ 189 ]                 |
| Sri Lanka                        | Centrale termoelettrica Lakvijaya                    | 900                   | A carbone                          | 8°01′06″N 79°43′22″E              | Centrale termoelettrica Lakvijaya                          | 300                              | A carbone           | 8°01′06″N 79°43′22″E      | [ 190 ] [ 191 ]         |
| Stati Uniti d'America            | Diga della Grand Coulee                              | 6809                  | Idroelettrica                      | 47°57′23″N 118°58′56″W            | Centrale termoelettrica William H. Zimmer                  | 1305                             | A carbone           | 38°51′59″N 84°13′41″W     |                         |
| Sudafrica                        | Centrale termoelettrica di Kendal                    | 4116                  | A carbone                          | 26°05′24″S 28°58′17″E             | Centrale nucleare di Koeberg                               | 930                              | Nucleare            |                           | [ 192 ]                 |
| Sudan                            | Diga di Roseires                                     | 1800                  | Idroelettrica                      | 11°47′56″N 34°23′17″E             |                                                            |                                  |                     |                           | [ 193 ]                 |
| Suriname                         | Diga di Afobaka                                      | 180                   | Idroelettrica                      | 4°58′56″N 54°59′32″W              |                                                            |                                  |                     |                           |                         |
| Svezia                           | Centrale nucleare di Ringhals                        | 3698                  | Nucleare                           | 57°15′35″N 12°06′39″E             |                                                            |                                  |                     |                           | [ 194 ] [ 195 ]         |
| Svizzera                         | Centrale idroelettrica di Bieudron                   | 1269                  | Idroelettrica                      | 46°11′07″N 7°14′58″E              | Centrale nucleare di Leibstadt                             | 1220                             | Nucleare            | 47°36′11″N 8°11′05″E      | [ 196 ] [ 197 ]         |
| Taiwan                           | Centrale termoelettrica di Taichung                  | 5832                  | A carbone                          | 24°12′46″N 120°28′52″E            | Centrale nucleare di Kuosheng                              | 985                              | Nucleare            | 25°12′10″N 121°39′45″E    | [ 34 ] [ 198 ]          |
| Tanzania                         | Diga di Kidatu                                       | 204                   | Idroelettrica                      | 7°38′24″S 36°52′59″E              |                                                            |                                  |                     |                           | [ 199 ] [ 200 ]         |
| Thailandia                       | Centrale termoelettrica di Mae Moh                   | 2180                  | A carbone                          | 18°17′45″N 99°45′07″E             |                                                            |                                  |                     |                           |                         |
| Turchia                          | Diga di Atatürk                                      | 2400                  | Idroelettrica                      | 37°28′58″N 38°19′14″E             |                                                            |                                  |                     |                           |                         |
| Ucraina                          | Centrale nucleare di Zaporižžja                      | 5700                  | Nucleare                           | 47°30′44″N 35°35′09″E             |                                                            |                                  |                     |                           | [ 30 ]                  |
| Ungheria                         | Centrale nucleare di Paks                            | 2000                  | Nucleare                           | 46°34′21″N 18°51′15″E             |                                                            |                                  |                     |                           |                         |
| Uruguay                          | Diga di Salto Grande                                 | 1890                  | Idroelettrica                      | 31°16′31″S 57°56′18″W             |                                                            |                                  |                     |                           |                         |
| Venezuela                        | Diga di Guri                                         | 10233                 | Idroelettrica                      | 7°45′59″N 62°59′57″W              |                                                            |                                  |                     |                           |                         |
| Vietnam                          | Diga di Sơn La                                       | 2400                  | Idroelettrica                      | 21°29′47″N 103°59′42″E            | Centrale termoelettrica di Nhon Trach-2                    | 760                              | A gas naturale      |                           | [ 201 ]                 |
| Zambia                           | Diga di Kariba                                       | 960                   | Idroelettrica                      | 15°48′30″S 28°25′15″E             |                                                            |                                  |                     |                           |                         |
| Zimbabwe                         | Centrale termoelettrica di Hwange                    | 920                   | A carbone                          | 18°23′00″S 26°28′12″E             |                                                            |                                  |                     |                           |                         |